# ファイ・ブレイン 神のパズル
『ファイ・ブレイン 神のパズル』（ファイ ブレイン かみのパズル、欧文表記:φ Brain Puzzle of GodまたはPhi-Brain Puzzle of God）は、NHK Eテレにて放送されたサンライズ制作の日本のテレビアニメ作品。第1シリーズは2011年10月2日より全25話放送。第2シリーズは2012年4月8日より全25話放送。第3シリーズは2013年10月6日より全25話放送された。

## 概要
「おジャ魔女どれみ」シリーズや「ケロロ軍曹」などを手掛けた佐藤順一と、「ガンダムシリーズ」や同じく「ケロロ軍曹」で知られるサンライズによるオリジナルアニメ作品。
「パズルをめぐるバトル」をテーマとし、高校生の主人公たちが「黄金の比の脳を持つ存在=ファイ・ブレイン」として見出されて世界各地にあるという「賢者のパズル」の謎に迫っていく、学園アドベンチャーストーリー。
NHKがサンライズの新作アニメを放送するのは、2003年10月から2004年4月までNHK BS2にて放送された『プラネテス』以来、7年6か月ぶりとなる（当初からNHK地上波での放送を念頭にした作品としては史上初）。
アニメ放送に先駆け、関連番組『パズルの王子様』が2011年4月7日から9月8日までワンセグ2にて毎週木曜12時35分-12時40分に放送された。「パズルの王子様」の称号を賭けて16名の若手俳優がパズルの勝ち抜き戦を行い、優勝した久保翔には「パズルの王子様」の称号と声優としてアニメに出演する権利が与えられた。また同番組でファイナリストとなった久保（第2シリーズ通過者・ファイナルシーズン優勝）・安倍龍太郎（第1シリーズ王子候補者・ファイナルシーズン準優勝）・今井雄太郎（第1シリーズ通過者）・滝口幸広（第1シリーズ王子候補者） によって結成された「パズプリ4」が、アニメ本編終了後の17時55分から放送されるミニ番組『もっと×2 神のパズル』にリポーターとして出演している。
第1シリーズではパズルを題材としているにもかかわらずそのパズルを主人公が壊して強引に解くという描写もみられた。
第3シリーズでは放送終了時に大槻朱留作画によるエンドカードが流れる。また、次回予告には、その週の本編に登場していないキャラクターが登場することもあるが、エンドクレジットには未記載。
NHK番組『大!天才てれびくん』の2013年度（2014年冬公演、地上波では2014年2月11日放送）イベント、「パズルの迷宮とゼロの秘宝」では当番組とのコラボが行われ、てれび戦士が大門カイトの協力を得てパズルを解いていく内容だった。

### 連動データ放送
本作品では連動データ放送に対応しており、作中でキャラクターが解いているパズルにリモコンの四色ボタンで解答することができる「パズルモード」がある（on/off可能）。パズルの正否および視聴時間に応じて、Eテレ共通の「アニメマイル」が貯まり、インターネットに接続していれば放送終了後にそれを「記帳」することができる（2012年4月の第2シリーズから放送終了後に記帳する必要がなくなり、リアルタイムでマイルが貯まる仕様になった）。
アニメマイルのサービスは2014年4月6日正午で終了しているが、第3シリーズの再放送が終了した2014年9月20日正午まではインターネットに繋がっていれば全国ランキングのパズルで遊ぶことができた。また、第3シリーズでは本編を最後まで視聴するとデータ放送画面に視聴した回のエンドカードが記録されるようになり、放送回によっては『もっと×2 神のパズル』内で出てくるキャラクターたちのやりとりの特別版の視聴や、テレビ画面に表示されるアクセスコードを公式サイトの特別ページで入力することでペーパーパズルのダウンロードなどが行えた。

## あらすじ

### 第1シリーズ
√（ルート）学園に通う、パズル解きに天賦の才を持つ高校生・大門カイトは、幼なじみの井藤ノノハと共にひょんなことから賢者のパズルのひとつに挑戦することになり、そこに封じられていた「財」“オルペウスの腕輪”を手に入れた。それがきっかけで彼は望まずにして、“神のパズル”を解き、究極の「財」を手に入れることのできる唯一の存在“ファイ・ブレイン”の候補となってしまう。
腕輪と共に“アインシュタイン”の称号を得たカイトは、ノノハや称号を持つ学園の仲間たちと親交を深めながら、次々と難易度の高いパズルを繰り出してくる秘密組織“POG”の刺客（ギヴァー）を倒していくが、最後に立ちはだかったのは、カイトをライバル視している逆之上ギャモンと、幼いころのカイトと縁を持つPOGのトップ的存在・ルーク・盤城・クロスフィールドだった。
カイトはパズルバトルに勝利し続けたことで究極に高まったオルペウスの腕輪の効果による“破滅の未来”のビジョンに苦しむが、仲間たちとの“絆”の力によってビジョンの呪縛から解き放たれ、激しいパズルバトルの果てにギャモンやルークとの因縁に決着を付けた。

### 第2シリーズ
『オルペウス・オーダー編』
POGとの戦いを終えたカイトと仲間たちは、各地に残された愚者のパズルの解放に挑みつつ、平和な学園生活を送っていた。だがある日、オルペウスの腕輪を持つ謎の集団「オルペウス・オーダー」によって√学園が封鎖されてしまう。集団のリーダー格であるフリーセルは、幼いころの約束を破ったカイトに裁きを与えると言い放ち、学園内に作り上げた「裁きのパズル」での命を賭けた戦いを強要する。彼らの挑戦を受けたカイトは、オルペウスの腕輪を模倣して作られたレプリカ・リングによって心を歪められたギヴァーたちとのパズルバトルに挑む。
自らが真の「ファイ・ブレインの子供」であると主張するオルペウス・オーダーとの戦いの中、実は彼らに与えられたリングもまたレプリカであり、全てはファイ・ブレインの力を手に入れようとしたクロンダイクことルートヴィヒ・レーベンヘルツの陰謀であったことや、レプリカ・リングによって運命を歪められたフリーセルの過去など、彼らの真実が徐々に明らかになっていく。カイトたちはかつての敵であったPOGの力も借り、フリーセルたちをレプリカ・リングから解放するため彼らと「裁きのパズル」で直接対決する。
だが、レプリカ・リングを本物のリングに進化させたフリーセルは暴走し、完成したレプリカ・リングである「ファイナル・リング」を手に入れたクロンダイクと、オルペウス・オーダーの中で唯一本物のリングを持っていたメランコリィを一蹴すると、ヒマラヤ山脈に自ら「神のパズル」を創り上げ、カイトに最後の戦いを挑む。
フリーセルの策略によりファイ・ブレイン同士での限界を超えた戦いを強いられ、「閉じた世界」に囚われるカイトだったが、仲間たちの叫びによって自我を取り戻し「神のパズル」を解放する。その後カイトは彼の持つメタルパズルを一緒に解くという幼いころの約束を果たし、フリーセルを過去から解き放った。

### 第3シリーズ
『宿敵!レイツェル編』
二度に渡るパズルバトルを制したカイトたちは進級。かねてよりの懸案であった真方ジンの記憶を取り戻すため、ルークやノノハとともにイギリスの地にやってきたところ、謎の少女が現れる。ジンは彼女の名を「レイツェル…」と呼ぶ。レイツェルはその後「マスターブレイン」の存在を明かし、ジンをカイトたちに預け姿を消した。そのころ、√学園に現れた「エニグマ」と名乗った謎の男は「全てのパズラーと“ファイ・ブレインの子供たち”を殲滅する」と居残り組のギャモンやアナたち、そしてバロンに宣言する。「それは真方ジンとの盟約だ」と語るエニグマは「ファイ・ブレインの子供」であるギャモンたちに自らが率いる「マスターブレイン」第1の刺客を差し向けて去った。
実はレイツェルとエニグマは互いの利害が一致する協力関係であった。ジンがカイトらとともに√学園で生活していると知ったレイツェルはいつも連れているオッドアイの黒猫と共に√学園高等部に編入、カイトら「ファイ・ブレインの子供たち」の観察を始めるが、学園に次第に馴染んでいく。そんな中でもエニグマはマスターブレインをカイトたちに刺客として送り込むが、カイトと仲間たちは時には単身で、時には協力して彼らを倒す。
そんなある日、ジンとバロンとの会話の中でジンが「レイツェルには何かが欠けている。そんな気がする」と言ったのを偶然聞いてしまい、記憶を失っても同じことを言われたレイツェルは、焦って深夜にジンを連れ出し、失踪する。そしてカイトに「ギヴァーは私、ソルヴァーはカイト、財は真方ジン」というパズルバトルをしよう、と電話で提案、カイトに第1のヒントとして空港で撮った写真を送り、カイトやギャモン、ノノハに後を追わせる。世界中を放浪する旅の間、ジンも断片的に記憶を取り戻していくが、次第にレイツェルも知らない酷薄な一面を覗かせるようになった。
一方、日本に残ったルークやキュービック、ソウジ、バロンといった面々は、ジンの記憶を取り戻す術を探すのと並行して、POGに在籍していたジンの1年の空白を埋めるべく調査をしていた。その過程でジンがかつて製作した過酷な愚者のパズルを自ら解放して破壊していたことや、各地の賢者のパズルに挑んでいたことを知る。そして、情報統制の厳しいアムギーネ共和国で何とかエニグマの情報を集めてみれば、かつてPOGに所属していたギヴァーのザガートカであったことが判明し、彼の言う「真方ジンとの盟約」が偽りであったこと、真の目的はかつて失った婚約者・ラヴーシュカのための身勝手な復讐であったことも判明。エニグマによって互いの情報を操作されているとも知らず、レイツェルは旅の最後をかつてジンが設計し自分が作らせたパズル「キリング・コロシアム」に定めた。キュービックらからの報せを受けたカイトによってエニグマの真実および「パズルを憎むジン」が存在しないことを知ったレイツェルだが、「キリング・コロシアム」で対戦すればジンの記憶が戻るかもしれない、とバトルを続行する。その賭けに乗ったカイトは対戦を引き分けにして2人同時にゴールにたどり着かせることに成功するが、エニグマの妨害に遭い、ジンをパズルの最下層に落とされてしまう。同じころ、ルークとフリーセルは賢者ピタゴラスが遺した文書を解析し、ジンが記憶を取り戻してはならないという衝撃の事実を知る。しかし時すでに遅く、自分のために最下層に戻ってくる2人を救うため、ジンは葛藤の果てに完全に記憶を取り戻す。記憶を取り戻したジンのおかげで2人は事なきを得たかに見えたが、パズルから脱出した次の瞬間ジンは豹変し、「ファイ・ブレインのオルペウス」を名乗る。
オルペウスは「完全なファイ・ブレインとして覚醒すれば、時間も超越し、失った過去を取り戻すこともできる」と、エニグマにラヴーシュカの幻影を見せて従え、レイツェルもジンを取り戻すため、あえて彼に従う道を選んだ。一方のカイトも垣間見た未来図を変えるためにはファイ・ブレインにならなければならないと、フリーセルとともにオルペウスが用意する試練のパズルへ積極的に挑戦し始める。ジンのために、そして自分のために未来を変えようとするカイトに仲間のそれぞれも後を託す。
そして、仲間たちの想いを受けて、レイツェルとともにオルペウスがエニグマに作らせたパズル「時の迷路」に挑んだカイトは、パズルに囚われたレイツェルすらも救い出し、オルペウスが提示した勝利条件「ファイ・ブレインとして覚醒し、このパズルを解く」を覆してみせた。勝者でこそなかったものの、完全なファイ・ブレインとなったカイトを新たな器とすることにしたオルペウスだが、その目論見は気取らせずに発動された妨害システムに阻止されることとなる。しかし、本人曰く「オルペウスとシンクロしすぎた」せいで精神が融合していたジンの命は残り少なくなっており、再びオルペウスを眠らせた彼はその後他界する。
そして穏やかな日常が戻り、ノノハやギャモンが高等部を卒業後、日本にいる関係者はそろってジンの命日に墓参りに出かける。同じころ、レイツェルはフリーセルとクロスフィールド学院で机を並べてパズルを作りながらジンを想っていた。カイトは卒業を待たずに「武者修行」と称した放浪に出てしまい所在不明だったが、ノノハに残した「ジンのために作ったパズル」に行先を記したメモを隠しておいたらしく、何度も練習していたにもかかわらずひどく時間をかけて、それでも自力でパズルを解いたノノハは周囲を驚かせ、メモを頼りにカイトを追う旅に出る、と駆け出して行く。そのカイトはある村を訪れ、子供たちにパズルを教えていたのだった。

## 登場人物

### √学園

#### ファイ・ブレインの子供達
食堂第一テラス（「天才テラス」）によく集まる。一部の生徒からは特別扱いと見なされ、反感を買っている。
大門 カイト（だいもん カイト）
声 - 浅沼晋太郎 / 斎藤千和（少年時代）
本作品の主人公。√学園高等部1年（第3シリーズより2年。以下同様）で特待生。4月27日生まれ。ネギが苦手。
決め台詞は「俺に解けないパズルはねぇ」「パズルタイムの始まりだ」。「アインシュタインの称号」の持ち主。パズルを見て、作った者の「想い」を感じ取ることが出来る。軸川ソウジからもらった端末に届くデータをきっかけに、望まずして「財」オルペウスの腕輪と称号を手に入れ、神のパズルを解くファイ・ブレインに最も近い存在として、POGのギヴァーたちから様々な「賢者のパズル」に挑戦させられることになる。POG曰く、「オルペウスの腕輪に選ばれた者」。POGとの戦いの中、徐々にファイ・ブレインへと覚醒しかけるが最終的にファイ・ブレインになることを拒む。
少年時代に愚者のパズルで両親を亡くしている。その後バロンに引き取られ、一時期イギリスのクロスフィールド学院に留学していた。なお彼の両親の葬式の際に彼を慰めようとしたノノハのお菓子を食べるも強烈に不味かったようで、それ以降ノノハの作るお菓子を「ノノハスイーツ」と呼んで激しい拒絶反応を示しているが、第1シリーズの終盤に普通に食べられるようになった。その後、ルークの計画を阻止するため、ノノハに別れを告げ、オルペウス島へと向かった。そして追いついて来た仲間たちが見守る中、ルークとの決着をつけ、彼をオルペウスの腕輪から解放する。
第2シリーズでは、仲間たちと共に各地の「愚者のパズル」解放作業を行っていたが、第1シリーズでオルペウスの腕輪を拒んだことでオルペウス・オーダーから「進化の可能性を壊した人類の敵」として命を狙われ、彼らが√学園生徒を利用して仕掛ける「裁きのパズル」の戦いに身を投じることになる。また、オルペウス・オーダーの一人・フリーセルとは、クロスフィールド学院にいたころに会っており、彼との約束を破ったと言われ恨まれている。
フリーセルがレプリカ・リングを本物に変え、ファイ・ブレインに最も近い存在となったことから焦りを感じ、一人「愚者のパズル」に挑戦するうちに再びファイ・ブレインへと近づいていき、腕輪なしの状態でかつてのように未来図を夢として見るようになる。ヒマラヤでの最終決戦において、神のパズルを再現するために「二人のファイ・ブレインの対決」を望んだフリーセルによってファイナル・リング（後述）を着けられ暴走しかけるも、ノノハの叱咤を受けて正気に戻り、力づくでリングを消滅させてパズルに挑む。パズルバトル中にフリーセルの策にはまり、腕輪なしでファイ・ブレインとして覚醒しかけ「閉じた世界」に囚われてしまったが、仲間たちの呼びかけで再び正気に戻り見事フリーセルを打ち破る。戦いが終わった後は再び仲間たちと共に「愚者のパズル」の解放に励む。
第3シリーズでは、ジンの記憶を取り戻す方法を探ろうと、ジンとノノハを連れてかつてジンが解いた賢者のパズルを解いて回っていたが、イギリスでレイツェルと遭遇し、その後マスターブレインとの戦いに身を投じることになった。最後はジンから覚醒したオルペウスの思惑通り、レイツェルと神のパズルで対戦することになるが、その中で「偽りの世界」に堕ちたレイツェルを現実世界へ戻し、さらにレイツェルと協力してオルペウスの思惑を超える動きを見せ、完全なファイ・ブレインとなったため新たな器にされかける。しかし、キュービックらが開発した「対オルペウス兵器」に阻害されたことで、間一髪でオルペウス化は免れた。その後、オルペウスを再び封印し、本来の状態に戻ったジンの頼みでパズルを製作、√学園を卒業する前に武者修行と称して世界のパズルを解く旅に出ていった。
名前の由来は「問題解答」から。
井藤 ノノハ（いとう ノノハ）
声 - 清水香里
本作品のヒロイン。カイトの幼馴染で、自称「カイトのお目付け役」。√学園高等部1年。2月1日生まれ。
スポーツ万能で成績も優秀、記憶力は抜群で、その記憶力が度々カイトの窮地を救うがパズルは苦手であり、厳密には彼女は「ファイ・ブレインの子供」ではない。テラスに出入りする面々の中では数少ない常識人で、カイトをはじめとする自分の世界にこもりがちな面々を外に引っ張り出す役に。学園ではさまざまな部活の助っ人として活躍する。石板も手刀で一刀両断するほどの怪力を持つ。
そのサッパリした明るい性格は√学園中の（特に同性の）生徒たちに慕われ、学園の付属幼稚園に通っている知り合いの園児たちからはその怪力ゆえに「怪獣のお姉ちゃん」（後に「ナイチンゲールのお姉ちゃん」に格上げ）と呼ばれ、親しまれている。
料理も上手く、菓子作りも嗜み、彼女が作る菓子は通称「ノノハスイーツ」と呼ばれている。命名者であるカイトにとっては一つ口にするだけで気絶必死の激マズな味に感じるらしく恐れられているものの、カイト以外には不味くはないらしい。ギャモンやアナからはむしろ好評である。ノノハスイーツはオルペウスの腕輪の副作用に対するショック療法として重宝されていたが次第に効き目が薄くなり、強化版ノノハスイーツ（デス・スペシャル）を製作したがなぜか美味しく出来上がってしまった。
第1シリーズ第7話にて「ナイチンゲールの称号」を子供達から与えられたが、本人は「称号持ち＝変人」という認識から嫌がっている。なお、非公式な称号であるためか本人が嫌がっているためかは不明だが、本編中で称号で呼ばれることはない。
第3シリーズの神のパズル「時の迷路」の過去では、カイトとは現実と異なる別れ方をしており、「ジンが伯爵と戦う前に神のパズルを解いてしまおう」と言うレイツェルとそれに応じかねていたカイトの前にPOGのソルヴァーとして現れ、「みんなで解けばいいじゃない」と提案。迷うカイトを吹っ切らせ、現実へ戻るきっかけを生んだ。
その後ギャモンと共に無事√学園高等部を卒業している。しかしパズルは相変わらず苦手で、バロンをはじめとする関係者でジンの墓参りに行った際に、カイトがジンのために作ったパズルを相手に苦戦している が、ギャモンが呆れるくらいに時間をかけつつも自力で解いてみせ、周囲を驚かせた。そしてそこに収められていたメモを頼りにカイトを追いかける旅に出ることを決めた。
名前の由来は「ハノイの塔」というパズルから。
逆之上 ギャモン（さかのうえ ギャモン）
声 - 福山潤
「ガリレオの称号」の持ち主。√学園高等部1年。5月11日生まれ。
パズル大会優勝の実力を持ち、「天才」と自称するなどパズラーとしての実力はカイトに引けを取らないが、「俺の頭脳は金になる」と豪語するなど、金にがめつく攻撃的な性格。揺るぎない意志で目的に突き進む姿ゆえに、バロンより「ガリレオの称号」を与えられた。高価な財を求めてソルヴァーとなり、自分が狙っていたオルペウスの腕輪を「横取り」したとしてカイトに対抗意識を燃やし彼に絡むようになる。実はノノハに好意を抱いており、彼女の頼みで巻き込まれることが多いが、図らずもぞんざいな扱いを受けることもしばしば。また、POGギヴァーのエレナとはアーケードのパズルゲームで鎬を削り、称号で呼び合う関係だが、彼女との会話中に緊張して取り乱していることがある。その後の第3シリーズで挑んだ賢者のパズルにおいて、巻き込まれたエレナと名前で呼び合うようになった。
ソルヴァーの腕だけでなくパズルを作るギヴァーとしての腕も相当なものがあり、両親はおらず妹との2人暮らしで、妹を養うために、覆面パズル作家「地堂 刹（ちどう せつ）」として収入を稼いでいる。また妹のために普段から料理も作っており、見た目に似合わず家庭的。
カイトの両親の真実を知った彼の覚悟を知ってカイトと自分のソルヴァーとしての差を感じ、カイトを倒すためにPOGのギヴァーとなった。その後、カイトにパズルで勝利（カイトの異常があったため）し、さらにギャモンとエレナの会話からギャモンの覚悟を知ったビショップより幹部として認められた。彼の作る愚者のパズルは通常と異なり、正解の存在しないギヴァーとソルヴァーの「対戦型パズル」（理論上はギヴァーが有利）であり、カイトをして「面白い」と言わしめる難易度の高いもの。第1シリーズ23話にてカイトと命がけのパズルをするが、カイトの機転で助かり、カイトに対する敗北を認めて吹っ切れ、和解した。
第3シリーズではファイ・ブレインに覚醒していない（よってカイトたちが見た未来図も見ていない）にもかかわらず、オルペウスから「器候補」の一人として指名され、苦悩の末アムギーネに赴き、真っ先にオルペウスに挑んで賢者のパズルに勝利し、オルペウスの腕輪を付ける。腕輪自体はすぐ破壊されたものの、ファイ・ブレインとして覚醒し、その後、滅亡の未来図を垣間見た。この際見た未来図はそれまでジンやカイトが見ていたものとは異なり、地上にカイトともう一人、2人の人物が立っている、というものであった。
その後、フリーセルとともにバトルロイヤル形式のパズル「パニック・ルーム」に参戦するが、エニグマの妨害が原因で負傷、さらには生死不明となるが、最終話までに救出され、無事にカイトと再会する。
名前の由来はボードゲームの「バックギャモン」から。
キュービック・G（キュービック ガロア）
声 - 宮田幸季
「エジソンの称号」の持ち主。√学園中等部2年。6月2日生まれ。
数学が友達という発明家で、自作のマシンロボット（後述）に搭乗したり様々な機械の発明に勤しんでいる。
発明品の中でも情報収集用の虫メカはよく登場する。最初はパズルに興味がなかったが、カイトに出会いデータ収集と称して彼に興味を持つようになる。カイトの両親の真実を知った際、一時期カイトから距離を置こうとしていた。ノノハやアナからは「キューちゃん」と呼ばれることが多いが、ギャモンやアナは稀に「キュー太郎」とも呼ぶ。
第2シリーズでは、レプリカ・リングの残骸や、その装着者のデータを採取し、ソウジとともに分析するほか、第1シリーズから継続してカイトの脳波をチェックしており、カイトがファイ・ブレインに近づきつつあることにも気づいていた。また、カイトがファイナル・リングを壊した際には「カイトの頭脳はオルペウス・リングすらも超越した」と評している。
第3シリーズでは、マスターブレインのフーダニットやドクトル・テオレムに襲撃され、前者はギャモンやアナと協力して、後者はカイトと協力して撃破する。その後、カイトたちを追う過程でレジーナと遭遇、アナとともに撃破した。カイトがフリーセル、ノノハと共にオルペウスの試練のパズルに挑むようになってからは、オルペウスについての情報を元に、オルペウスがカイトに乗り移ろうとした隙をついてそれを封じるための「秘密兵器」を開発する。
名前の由来は「ルービックキューブ」から。

オカベくん・ヨシオくん・イワシミズくん
キュービックが作った「助手」マシンロボット。様々なデータ収集・調査・検索能力を有している。また自走・変形機能があり、運動能力がイマイチなキュービックの通常移動やパズルタイムプレイには欠かせない。シリーズごとに新しく代替わりするのが恒例で、現在まで3機登場している。
初代マシン・「オカベくん」は第1シリーズ第15話のパズル（グレートヘンジ）で壊してしまっていたが、最終話では修理して使っていた。なおオカベくんの名はトーマス・エジソンの唯一の日本人助手岡部芳郎に由来する。
2代目マシン「ヨシオくん」は特に故障も無く、第2シリーズを無事完動した。
3代目マシン「イワシミズくん」は第3シリーズに登場。音声による発声機能（声優は小野大輔）と自律学習機能を搭載した。そのため、次第にキュービック曰く「わがまま」になりつつある。また、終盤でピノクルやキュービックによる「対オルペウスの秘密兵器」を搭載するが、それを把握していたエニグマによって一行から引き離される。

アナ・グラム
声 - 雪野五月
「ダ・ヴィンチの称号」の持ち主。√学園高等部2年。9月13日生まれ。
極度のマイペースで、独特な台詞回しをし、口癖は「アナが思うにー」。一方で感受性が強く、鋭い感覚を持つ。一見するとノノハも嫉妬するほどの美人だが性別は男性である。カイトに気があるかのような振る舞いをすることがあり、その美貌と相まって度々ノノハをヤキモキさせる。芸術全般に凄い才能と知識を持ち、授業にも出ずに第二美術室に閉じ篭っていたが、カイトを通しパズルに興味を持ち始める。幼いころは無感情な子であったが、姉であるイヴから「ほわわん」を教えられ、芸術への才能が開花、および今の自由な性格になる。
√学園文化祭では個展を開いていた。また、出場していないにもかかわらず女装コンテストで優勝してしまった。カイトの両親の真実を知った際、一時期カイトから距離を置こうとしていた。
タマキやアイリといった√学園の関係者からは男子と思われていない節もあり、彼女らが開いたレイツェルを歓迎する「女子会」に普通に参加していたり、アムギーネで、元気がないカイトや救助されたフリーセルたちのお見舞いにと、ノノハやエレナたち女子がクッキーを焼いた際も一緒にキッチンにいて、その後の第2回「女子会」にも当たり前のように参加している（その度に挙手して「アナ、男の子」と主張してはいる）。「時の迷路」でレイツェルが作り出した偽りの世界では川辺で絵を描いているが、キャンバスの一部を白いまま残しており、「未完成じゃないの？」と問いかけたレイツェルに、「みんな何かが欠けてる」「無理に埋めようとするとさらに遠くなる」と答え、レイツェルがパズルのフィールドである「改変された過去」へ戻るきっかけを生んだ。
ジンの墓参りに参加した際、エレナとの会話で美術留学中であることが判明、行先はンジャメナらしい。
名前の由来は文字並べパズルの「アナグラム」から。

#### √学園関係者
軸川 ソウジ（じくかわ ソウジ）/ミノタウロス
声 - 石田彰
√学園高等部3年（第3シリーズより大学生）。4月22日生まれ。√学園在学中は生徒会長とパズル部部長を務める。
りんご関係の物が好きで、常にりんごジュースを携えている。カイトに賢者のパズルを配信するモバイルを渡すなど不審な行動を取る。かつては「ニュートンの称号」を持つ腕利きのソルヴァーであり、幼少時からファイ・ブレインの候補としてPOGに目をつけられていた。ファイ・ブレインに至る可能性を持つカイトを何かと気にかけている。なお、軸川家はギヴァーの名門であり、両親もギヴァーとして世界中で活躍している。
2年前にカイト同様に賢者のパズルに挑戦したが、何らかの要因によりオルペウスの腕輪と契約を結べず、ソルヴァーとしての道を絶たれる。その後、学園長から「ソルヴァーの痛みのわかるギヴァー」となってほしいと乞われ、ギヴァーとして学園長を手助けしている。バロンが行方不明になった際には、彼の影武者を務めていた。
第2シリーズでは、キュービックとともにレプリカ・リングの残骸を分析していたが、オルペウス・オーダーからレプリカ・リングの実験台として勧誘を受ける。最終的にはリングの力を探るために申し出を受けることを選び、身辺整理として生徒会長とパズル部部長を辞めた。レプリカ・リングを装着してから自身のパズル「SJ」でカイトに勝負を挑む。最初は強靭な精神力でリングの力を押さえ込みつつ、リングに眠る情報を探っていたが、いつの間にか深く潜り込みすぎリングに呑まれかけた。しかしカイトに敗北したことを機にリングから解放され、リングの分析を始めたころの推測『レプリカが外れる条件は「負けた」と感じること』が正しかったことを実感し、学園を去って旅に出た。旅に出た後はオルペウス・オーダーの調査のためクロスフィールド学園に滞在し、フリーセルの母であるソリティアの日記を発見し、それをカイトらに伝えるため学園に戻った。
第3シリーズでは√学園大学部に通う大学生となり、それと同時に正式なPOGのメンバーとなった。学園在学中から「セクションφ（ファイ）」（後述）に関わりバロンの命を受けた情報収集を担当していたが、今度は情報統制が厳しいアムギーネ共和国に潜入し、エニグマに関する情報収集もやってのけている。
ミノタウロス
カイトがオルペウスの腕輪を着けることになった賢者のパズルに導いた、牛骨の仮面を被ったPOGのギヴァーで、その正体は軸川ソウジ。第2シリーズではオルペウス・オーダーがソウジに近づく際、何者かがこの姿に変装していた。
解道 バロン（かいどう バロン）
声 - 藤原啓治
√学園学園長。カイトの育ての親。常に丁寧な口調で話す。2月28日生まれ。
POG幹部でもあり、ファイ・ブレインを育てるためのPOG特務育成機関「セクションΦ」の責任者。ソウジに命じてカイトをPOGとの戦いに挑ませるきっかけを作った張本人。
学生時代からの親友であるジンとはパズルの腕を競い合った親友であり、共にPOGに入った。当初ピタゴラス伯爵を信頼し、ジンの専属ギヴァーだったが、オルペウスの腕輪により真実を知ったジンの離反が原因で、ジンと絶縁状態となった。実はピタゴラス伯爵の命令を実行していると見せかけ、先に「神の書」を手に入れ消し去ろうと考えていた。その考えの元、POG内で順調に出世し、「ファイ・ブレインの子供たち」の候補の一人であり、両親の死によりパズルに絶望しかけていたカイトにジンを接触させた。
POGに反旗を翻しカイトに両親の真実を伝えた後、POGに拘束され表向きは行方不明となっていたが、ギヴァーとして組織に乗り込んだギャモンと出会い、彼にジンとの過去を教え、ジンの幽閉場所を見つけた後に組織が崩壊しかかったことで、他の幹部らの手も借りてジンと共にカイトらに合流した。
千枝乃 タマキ（ちえの タマキ）
声 - 佐藤利奈
√学園高等部2年（第3シリーズより高等部3年）。10月17日生まれ。生徒会副会長→同会長。
真面目な性格でマイペースなソウジにいつも振り回されている。かつて、完璧主義で落ち込んでいた自分を褒めて認めてくれたソウジに好意を持っている。
第2シリーズでは、ピノクルに唆され、オルペウス・リングのレプリカ（イヤリング型）を付けられた状態で、カイトにパズルバトルを挑むが、カイトの努力の甲斐もありパズルは解かれ、彼女も元に戻った。ソウジが会長を辞めてからは、執行部員の一人として時期はずれの生徒会長選挙の下準備に追われていたが、ノノハらに励まされて立候補し当選、生徒会長となる。
水谷 アイリ（みずたに アイリ）
声 - 後藤麻衣
√学園中等部2年。4月18日生まれ。パズル部部員。
「ぺろりんぽろりん」というキャラクターが大好きで明るい性格だが、カイトたち「称号持ち」に憧れとコンプレックスを抱いている。小学生時代はパズル大会で優勝するなど、ソルヴァーとしての実力もそれなりに高かった。
第2シリーズではオルペウス・リングのレプリカ（指輪型）をはめたことで気が大きくなり、カイトに挑むものの解けそうになるとダメ出しして何度もやり直した。
武田 ナオキ（たけだ ナオキ）
声 - 矢部雅史
√学園高等部2年。5月2日生まれ。パズル部部員。
彼の作るナンプレはカイト曰く「不細工」。称号持ちに反感を持っており、何かとカイトたちに食って掛かる。
テレビ番組『Puzzle Kingdom』に挑戦した際は醜態を晒してあっさり敗退している。
第3シリーズ最終話EDで、ユウイチと共にタマキやソウジと同じ√学園大学に進学していることが判明。
相沢 ユウイチ（あいざわ ユウイチ）
声 - 岸尾だいすけ
√学園高等部2年。7月8日生まれ。パズル部部員の太った男。
ナオキとは固い友情で結ばれている。ナオキがパズルでカイトに戦わずして勝った（と勘違いした）時は互いに、肩を抱き合い涙しながら勝利を喜んだ。
奥寺八郎（おくでら はちろう）
声 - 諏訪部順一
第2シリーズに登場。ジーニアス奥寺の弟で、次期会長選挙に立候補したが落選している。
過去放送委員や図書委員を歴任。他にもそっくりな顔の兄弟（女性も二人いる）が複数人同じ学校に通っている。

### POG

#### POG幹部
ピタゴラス伯爵
声 - 塾一久
POG総帥。白髪の老人。「神の書」を遺した「賢人ピタゴラス」本人との関係は不明。
物語開始の2年前に「神の書」の入手を目指してジンと神のパズルの対決をした。
ヘルベルトによって更迭されたルークを直属の管理官に任命するが、本人は公には姿を見せず、後に、ジンとの対決で神の書を手に入れ、寝食を忘れて解読に挑んだが、半年前に志半ばで死亡していたことがルークから明かされた。
オルペウスの腕輪によりジンが見た未来では、神の書により滅亡した世界にただ彼一人立っており、その未来図がジンの離反のきっかけとなった。
ルーク・盤城・クロスフィールド（ルーク ばんじょう クロスフィールド）
声 - 櫻井孝宏 / 佐藤利奈（少年時代）
POGジャパン総責任者。6月9日生まれ。
幼少時代クロスフィールド学院の「特別教室」に隔離されて暮らしていた。優しい性格で、留学してきたカイトと出会い友人になる。カイトがパズルを解くのを「美しい」と評していたが、カイトとグレートヘンジで遊ぶ約束をした際カイトがパズルを解くのに夢中になっていて遅刻したため、抜け出していたことが知られてしまい、カイトと別れることになった過去を持つ。
ヘルベルトの手で更迭されるも、ヘルベルト失脚の際にピタゴラス直属の管理官として復帰した。その後、クロスフィールド学院高等部に在籍し、カイトを短期留学生に迎えるためという名目で9年ぶりにカイトの前に現れ、イギリスに渡って愚者のパズルへと導き、自分の正体を明かす。
実はオルペウスの腕輪の契約者（右腕にはまっている）で常時腕輪が発動しているため、赤く光る左目を常に髪で隠していた。腕輪とのシンクロはカイトよりも進んでおり、すでに完成された「ファイ・ブレイン」の一人である。しかし、カイトがギャモンとの対決中にオルペウスの腕輪を捨てたことで自我を制御しきれず暴走した。
当初その目的はカイトに神のパズルを解かせ、伯爵のために神の書を得ることであるとされていた。しかし実際は「死んだ人間は『永遠の存在』となる」という自らの勝手な思想に基づきカイトを周囲の仲間たちから引き離し、自らのパズルによって『永遠の存在』にすべくPOGを操り、一連の事件を仕組んでいた。探しているとされた神の書は実は彼が隠し持っており、計画の最終段階としてカイトをオルペウス島の「惑星パズル」へと誘い、世界の破滅を賭けた最後のパズルバトルを挑む。
カイトを永遠の存在にする計画以外には全く興味を示さず、昔のような関係に戻ろうとするカイトの説得に対しても「過去も未来もジンも要らない」と突き放した。そしてカイトとの最後のパズルバトルの後、腕輪は砕け散り、元の性格に戻った。その後、自らが行ったことに対する罪を償い、POGを建て直すために旅に出る。
第2シリーズでは旅の途中にオルペウス・オーダーに襲撃されたことがきっかけでレプリカ・リングの調査を始め、POGの管理官に復帰することでカイトたちのバックアップを行う。また、フリーセルが本物となったリングに精神を呑まれていることを知り、かつての自分と重ねて危機感を覚えている。
第3シリーズではレイツェルの言う「パズルを憎むジン」が本当のジンなのかを確かめるべく、POG時代のジンの足跡と彼の空白の1年を調査している。その過程で、ジンが記憶を失う原因になった「神のパズル」の製作者である賢人ピタゴラスが遺したという「ピタゴラス文書」に記憶を取り戻すヒントがあるのでは、と考え、ピタゴラスのパズルを探していた。そして、ジンが記憶を失ったのではなく、自分の記憶と共にオルペウスの意識を封じ込めていたことが発覚した際は、感情的に言葉をぶつけたカイトに対し、ジンの身を案じながらも「自分はPOGの管理官であり、これはPOGが招いたことだから、この一件に対処する責任がある」と冷静に告げるなど、精神的な強さを見せる。それでもファイ・ブレインへ覚醒することを拒否していたが、その後、レイツェルが賢者のパズルの中で見たビジョンを同じタイミングで見せられ、オルペウスからの通信をきっかけに行動方針を変更した。
普段はカイトの友人として明るく朗らかな態度か、POG管理官としての冷静な態度を取っているが、第1シリーズの最終決戦時や第3シリーズでのピラミッド迷路解放時など、本気でパズルに挑む際は前髪を上げ、強気な態度を見せることもある。第3シリーズ21話ではオルペウスから左手首に腕輪を与えられ、アムギーネでカイトと暴走コースターによるパズルバトルを行い、その結果ルークは敗北したため、ルークの乗っていたコースターは爆発し死亡したと思われていたが、実は「腕輪に精神を呑まれていれば、オルペウスに真意を悟られずにその思惑の外へ出られる」という策略からの偽装であり（ビショップにすら黙っていた）、その後はキュービックらに合流しオルペウスとジンを分離する機会を伺っていた。
名前の由来はチェスの駒「ルーク」から。
ビショップ
声 - 宮野真守
POGジャパン中央戦略室付ギヴァー。3月1日生まれ。
ルークの腹心ともいえる部下で、階級はPOGジャパン幹部よりは上の様子。ルークに忠誠を誓っており、常に「ルーク様」と呼ぶ。冷静沈着かつ冷徹な態度を見せることが多い。ギヴァーになろうとPOGに乗り込んできたギャモンの実力を試そうとアイアンホース・ドッグファイトを仕掛けるも敗北し、彼の実力を認めることとなった。
ルークが醜態をさらした後も彼に付き従っていたが、惑星パズルを用いてカイトを亡き者にしようとした際は、他の「ファイ・ブレインの子供」をカイトのところへ導くため、独断で垂直離陸機で迎えに来た。ルークがカイトによって救出された後は、各地を巡る旅に出るルークに同行する。
第2シリーズではルークと共に旅を続けており、その中でレプリカ・リングの一件に遭遇し、調査をしている。また、ルークと共にオルペウス・オーダーの関係者から勝負を挑まれ、プレイヤーとしてリンク・スライダーを経験し、ヘルベルトがエレナを人質にしたライトニング・ポジションをカイトに仕掛けた際はエレナを間一髪で救い出すなど、ルークのサポートに徹する。
第3シリーズでもルークのそばで各種調査を手伝っている。なお、パズラーとして、どんな状況でも対戦者を救い続けてきたカイトに尊敬の念を抱いていて、アムギーネでのルークとのパズルバトルをエニグマと2人で観戦する羽目になった際は、腕輪に呑まれたルークをカイトが再び救い出すことを願っていたが、結果的に救えなかった（ようにルークが偽装した）ため、カイトに対して珍しく激情をあらわにした。
名前の由来はルークと同じくチェスの駒「ビショップ」から。
フンガ
声 - 三宅健太
POGジャパン幹部。大柄のアフロヘアの男。11月21日生まれ。
ルークの命により、廃棄された軍基地でキュービックにルークが5歳の時に作ったパズルを仕掛けた。POGの方針転換については感謝している様子。
第2シリーズではルートヴィヒ・レーベンヘルツ財団本部ビルのエレベーターを停止させ、クロンダイクたちを防火扉を利用した迷路へ誘導した（クロンダイクは自室の細工により脱出）。
メイズ
声 - 斎藤千和
POGジャパン幹部で紅一点。3月13日生まれ。
カイトとルークが昔遊んだグレートヘンジの遺跡で、アナにパズルを仕掛ける。ギャモンがPOGジャパンに乗り込んだ時には解答として自分の名前（「MAZE」）が出現する迷路を仕掛けるが、ギャモンに「AMAZED」と出現するように改造された挙句あっさりと解かれた。
アナのペースに振り回されたり、ソルヴァーを殺すことをためらったり、ルークが醜態をさらした時は真っ先に批判して離反するなど、ギヴァーの中では常識人。POGの方針転換以降は仕事に追われている様子。
第2シリーズでは「部長」と呼ばれている。キュービックがソウジに渡したメランコリィの調査データを最終的に受け取り、スーパーコンピュータで分析していた。
ダイスマン
声 - 谷山紀章
POGジャパン幹部。道化師のような男。10月27日生まれ。
変装が得意で、ソウジに成りすましカイトたちをイタリアに導き、ヴェネツィアで運河のゴンドラを使った愚者のパズル「断罪の迷宮」を仕掛け、ギャモンを苦戦させた。
ギャモンがPOGジャパンに乗り込んだ時にはサイコロナンプレを仕掛けたが、さらに難しく改造された挙句あっさりと解かれた。ギャモンの実力を認めてからは彼にフレンドリーに接する。
第2シリーズではギャモンに頼まれ、オルペウス・オーダーの本拠地にダウト宛ての伝言である英語のパズルを届けた。また、ルートヴィヒ・レーベンヘルツ財団本部ビルにハッキングを仕掛けた際には、それを取り仕切っていた。
ヘルベルト・ミューラー
声 - 森川智之
POG極東本部長。12月27日生まれ。ギヴァー名「ウォーロック（WARLOCK）」。
賢者のパズルをソルヴァーを殺す道具と考え、ただのパズルを危険なパズルに改造してしまう危険人物。初登場時にルークを更迭した。論理パズルを得意とするようで、劇中では、ポピュラーな嘘つきパズルや川渡りパズルを作っている。
ピタゴラス伯爵の命令の下、カイトにパズルを出すが、自身の賢者のパズルに対する考え方ゆえ、√学園学園祭の時には学園内でヒントが不完全なドワーフの論理パズルを仕掛けたり、エレナのパズルに介入してノノハたちもろとも爆殺しようとした。復帰したルークに一部始終を録画されて本部に告発され、完全に失脚した。
第2シリーズでは、カイトとの勝負失敗の責任を取らされ失脚した後オルペウス・オーダーに逃げ込み、左手首にオルペウスの腕輪をつけた上でオルペウス・オーダーの新たな指揮官となる。またエレナを人質にしてカイトに危険なパズルを挑ませるが、不利と見るや癇癪を起こしている。
ピノクルの敗北後、クロンダイクから二つめのレプリカ・リング（銀色）を渡され、両手にリングを着けた「ダブル・リング所持者」としてカイトに戦いを挑むも敗北。この時のパズルは追加ルールこそあったものの必ず解くことができるパズルであり、カイトも評価していた。
そのカイトの言葉についにヘルベルトも改心し、次こそ正々堂々と戦うことを告げる。しかし二つのリングに飲まれて意識が暴走し、本人の意思に反してパズルの舞台を爆破してカイトと共に果てようとした。パズルの崩壊に巻き込まれた末、カイトと共にフリーセル・ノノハに助けられる。
第3シリーズでは、マスターブレインに入るためにエニグマに大量のパズルアイデアノートを送りつけ大統領特別補佐官となり、全マスターブレイン統率権の譲渡を条件にレプリカリングを両手両足に付け、自分が考案した天秤の体重パズルを使ってカイトに挑み、卑怯な行為もしたものの敗北。4つのリングは分裂した自分の意識との葛藤の結果破壊されたが、その後自分が仕掛けた罠に自分で嵌まった。ここでも後にカイトたちに救出されるが、すっかり三枚目的なイメージのキャラになってしまった。

#### POGギヴァー
クラッシュ
声 - 神奈延年
駐車場パズルを出したギヴァー。坊主頭の男。
開始8分（タイムリミットまで2分）でギャモンに解かれそうになり、車をロックし出口も塞いでしまった。
上記の不正を犯したため、POGギヴァーの資格を剥奪される。
町造課長（まちづくりかちょう）
声 - 家中宏
昼間の顔は町造り課の課長でギヴァー。部下からは町造課長と呼ばれるが、実態は上からも下の人間からも好かれていない中間管理職。
その名の通り町造りに人生の全てを賭けており、その街を自ら爆破することで「完成」させようという野望を抱き、解けなければ街が爆破される魔方陣を仕掛けるも敗北した。
しかし、負けたにもかかわらず爆破しようとしたため、POGギヴァーの資格を剥奪される（この時爆破スイッチは押したものの、すでにPOGが爆弾を解除していた）。
後にPOGに許されたのか、POGの組織方向転換以降は東京パズルランド建設について担当している様子。
セバスチャン
声 - 土師孝也
シュヴァルツェンベルク家の執事。POG所属のギヴァーでもあり、亡き主人の命で屋敷に美術品のパズルを作る。
婦人にヒントを与え、また、パズルも殺人パズルではない紳士的なものであった。
鬼の手姫（おにのてひめ）
声 - ゆかな
鬼の口神社の巫女のギヴァー。鬼の口の洞窟で2つの漢字のパズルを出題。
いったんパズルを解いたギャモンを罠にはめ、カイトに本物の漢字パズルを出題したが、リングの逆暴走を克服したカイトに解かれた。
塔野 マドカ（とうの マドカ）
声 - 川澄綾子
√学園付属√幼稚園の先生。昨年病気で婚約者マサルを亡くしており、婚約者の夢を受け継いでギヴァーとなっている。
幼稚園児を巻き込み、廃校の看護士学校を使った3つのパズルをカイトたちに仕掛けるが、当初は園児を危険な目に遭わせるつもりはなかった。その後も幼稚園は続けているがギヴァーは引退した。
姫川 エレナ（ひめかわ エレナ）
声 - 中島愛
NHKの人気パズル番組『Puzzle Kingdom（パズルキングダム）』の女王様役や子供向け戦隊モノ『パズルクィーンエレナ』に出演する天才頭脳派アイドル。「アントワネットの称号」を持つ。7月5日生まれの14歳。
ピンク色の髪をした美少女でツンデレな性格。好きな色は水色。
14歳にして芸歴10年のベテランだが我が儘な女王様として業界では有名。ゲームセンターでは「アントワネット」の通り名で知られており、ギャモンとはパズルゲームで99勝99敗と鎬を削る仲。POG内でもアントワネットと呼ばれる屈指のギヴァーであり、テレビ局でカイトたちにパズルキングダム最終ステージの三色の人形のパズルやミニチュアセットを利用した立体パズルに挑戦させる。
子役時代に母親や事務所から見限られかけたことがあり、そのとき手にしたパズルの本がきっかけで再び芸能界に返り咲いた過去を持つ。本当の自分に気付いて欲しかったという想いをパズルを解かれたことでカミングアウトした。その後はメイドキャラにキャラチェンジして売り出す。
第2シリーズでは、ミハルを危険にさらされたギャモンが冷静さを失っていることに気づき、カイトにパズルを仕掛けさせる。また、第10話よりルークの指示で√学園に転入する。第3シリーズでも引き続き√学園に在籍しており、学園に転入してきたレイツェルのパズラーとしての本質がギヴァーであることを見抜いたり、カイトとフリーセル、ノノハがアムギーネへ向かった後一人悶々とするギャモンに航空券を渡し、ルークから止められていたにもかかわらず一緒に行く。無自覚にギャモンに好意を抱いているようで、ギャモンがオルペウスの仕掛けた賢者のパズルに挑んだ際に巻き込まれる形で参加させられ、「すべてを見届ける覚悟」を決めた。

### オルペウス・オーダー

#### 主要メンバー
フリーセル
声 - 神谷浩史 / 竹達彩奈（少年時代）
オルペウス・オーダーのリーダー格。1月19日生まれ。
母親からもらったメタルパズルのペンダントを大事に持っている。決め台詞は「レッツ・プレイアップ!」。
クロスフィールド学院時代のある日に、母からもらったメタルパズルを一緒に解く約束をカイトとしていたが、ルークの失踪と重なってカイトが約束を忘れて来なかったため、それを悲しんだ母・ソリティアを失ってしまい、「カイトがママを死なせた」としてカイトに愛憎入り混じった感情を抱いている。しかし実際はオルペウス・リングの影響で記憶が改変されており、当時落ちこぼれだったフリーセルはソリティアから嫌われており、フリーセル自身も母親を憎んでいて、母親の死もカイトとは何の関係も無かった。
彼のリングだけが本物とホイストから告げられていたが、実際はレプリカだった。しかしフリーセルの「カイトを助けたい」という思いがリングを進化させ、レプリカだったリングが本物のオルペウス・リングへと覚醒する奇跡的事象を起こす。この時、突如としてリングを制御出来るようになり、真実を思い出してノノハに告げた。ところがその時点でリングに呑まれ、性格はさらに変貌しており、カイトとのパズルバトルにしか興味を見せないかと思えば、ノノハが暗記していたソリティアの日記から再現したクリスクロスに無邪気に取り組むなど、本心が読めなくなってしまった。
カイトとヘルベルトを救出した後姿を消したが、後にクロンダイクに拉致され、ファイナル・リング完成のためのデータ収集に利用されたことが判明。しばらく意識を失っていたが、財団のシステムをハッキングしたPOGとダウト・ピノクルの追跡から逃れようとするクロンダイクとメランコリィの前に現れ、威圧だけでメランコリィのリングを破壊させて、ファイナル・リングをつけたクロンダイクとの戦いにもあっさり勝利し、ファイナル・リングを奪い取って去る。
ピノクルにカイト宛ての伝言を残して向かったヒマラヤにて、自分が考案した「神のパズル」を作り、ホイストが連れ去ったノノハを追って来たカイトと永遠にパズルを続けようとするも、ノノハの渾身の叫びを聞き、仲間の想いを受けたカイトにパズルを解かれ、敗北。それでもリングは外れず、心が失われたような状態となるが、カイトに果たしてもらえなかった約束を果たしてもらい、メタルパズルを解いたことで母の本当の想いを知り、リングが砕け、心が戻った。その後はピノクルたちと共にクロスフィールド学院に戻った。
第3シリーズでは、ジンの記憶を呼び戻すべくカイト、ノノハ、ルークがクロスフィールド学院を訪れ、かつてジンが解いたというパズルを訪ねるための拠点に学院の寮を利用しており、ピノクルとともに寮内で彼らの世話を担当している。そのピノクル曰く、オルペウス・オーダーにいたころのことが原因で、2人とも「成績が危ない」。また、第2シリーズでのトラウマからパズル能力は使わない生活を送っていたが、メランコリィに愚者のパズルを挑まれる。そのメランコリィには負い目を感じており、メランコリィの屋敷で彼女が作ったパズルを見て再びパズルを好きになることができ、直接和解することはできなかったものの、製作したクリスクロスにメッセージを隠して去った。
その後、「賢人ピタゴラスのパズルを解くのに2人のファイ・ブレインの子供が必要」と判断したルークによってピノクルとともに砂漠地帯のピラミッドへ呼ばれ、ずっと探していた「カイトのために出来ること」を見つけたと、パズルから離れていた期間があるため心配するピノクルを振り切って、ルークと協力することを選ぶ。また、当初は君付けで互いを呼び合っていたが、レイツェルによって改造されていたピタゴラスのパズルを解放後は、呼び捨てで呼び合うようになり、財であるピタゴラス文書をルークと共に解析している。
オルペウスが覚醒した後は、「オルペウスより早く完全なファイ・ブレインになって、彼が解こうとしている世界というパズルを先に解いてしまえば滅亡の未来は食い止められる」と考え、カイトに協力する。そして、新たな神のパズルへ至る者を決めるバトルロイヤル形式のパズル「パニック・ルーム」でギャモンとともに生死不明となったが、ルークによって救出され、無事に再会を果たす。すべてに決着がついた後はクロスフィールド学院に戻り、ジンの命日に、レイツェルとともに机を外に並べてパズルを作っている。
第3シリーズの8話「永遠にさようなら」の帰りの車の中でギャモンにメランコリィと付き合えと言われた時、ちらりとノノハの方を見たり、第3シリーズ13話のもっと×2神のパズルでノノハと初のコンビを組んだ際、カイトは一緒じゃないのかとノノハに聞き、「今日はあたしだけ」と言われて少々落ち込んでいた様子だが、「いつも一緒じゃないんだね」という問いに対して「そりゃそうよ」とノノハから返ってきて、「それはそれでよし!」と元気を取り戻していたりと、ギャモンと同様にフリーセルもノノハに好意を持っている可能性がある。
名前の由来はトランプゲームの「フリーセル」から。
ピノクル
声 - 杉田智和
オルペウス・オーダーの一人。11月8日生まれ。
普段は口がうまく軽い調子だが、パズルバトルではデータを重視し堅実に戦い、それを生かした心理戦や言葉攻めを得意としている。だがその戦い方は敵だけでなく、オルペウス・オーダーの仲間からも嫌悪されている。タマキにイヤリング型のレプリカ・リングを渡した。
クロスフィールド学院時代からフリーセルのことを大事に思っているようで、カイトにバトルを挑み、心理戦を仕掛けてカイトにフリーセルのことを思い出させようとした。それがきっかけとなり、カイトはフリーセルのことを多少思い出したが、フリーセルには突っぱねられてしまう。
オルペウス・リングの暴走によって、子供のころにフリーセルを傷つけたカイトに激しい復讐心を持つようになり、インフェルノ・タワーを作ってカイトに勝負を挑むが敗北。リングが壊れたことで正気に戻り、リングの力により記憶が改変されていたことが判明。カイトへの嫉妬心から、フリーセルのカイトへの「もう一度会いたい」という伝言を伝えず、クロスフィールド学院でカイトの悪口を流布していた事実を思い出し、カイトたちに謝罪する（改変後の記憶は自身の行動がカイトのそれに置き換えられていた）。ホイストと共にバトルの一部始終を見ていたフリーセル以外のオルペウス・オーダーにはホイストから「事故死した」と伝えられ、POGに保護された。
その後、ミゼルカに極秘ファイルのアクセスパスワードを匿名で送り、ダウトとミゼルカがオルペウス・オーダーから離脱するきっかけを作る。またPOGに協力を要請して、リングから解放されたダウトと共にクロンダイクを追い詰め、フリーセル救出に貢献する。
第3シリーズでも登場し、フリーセルのこととなると心配性な一面を見せる。フリーセルがマスターブレインのパズルに追い込まれた際はフリーセルからの連絡を受け、カイトに救援を求めた。カイトたちが合流する前にフリーセルの居場所を調べるため携帯電話のGPSを可能な範囲で追跡したり、「パニック・ルーム」内のカメラにハッキングする（ただしエニグマにすぐ発見され、遮断された）など、パソコンの扱いに長けている模様。なお、キュービックやソウジとともにアムギーネでノノハらに合流した際、やや遅れてきたメランコリィにフリーセルとの関係を問うが、素直ではないメランコリィの返答からフリーセルを友人として心配する様子を見て取り、「フリーセルに新しい友人ができるのはいいけど、複雑だ」と漏らしている。
名前の由来はトランプゲームの「ピノクル」から。
ダウト
声 - 小野大輔
オルペウス・オーダーの一人。1月7日生まれ。
無駄なことが嫌いで命令にもっとも忠実。時間にうるさく、目的のためなら手段を選ばない。第2シリーズ4話の陣取りパズル（ライトニング・ポジション）でギャモンの実力を認め、彼をオルペウス・オーダーに勧誘するが、拒絶され憤慨していた。
ファイ・ブレインの子供であることを誇りに思っており、自らオルペウスの腕輪を外したカイトを「進化を拒んだ人類の敵」として憎んでいる。また、死んだと告げられたピノクルを馬鹿にしたヘルベルトやメランコリィに激昂するなど、仲間意識が強い一面も持つ。
オルペウス・オーダーの真実を知るも、騎士としての忠誠心ゆえから最後までクロンダイクに仕える道を選び、ミゼルカとタッグを組んでカイトとアナに挑むも敗北。カイトたちの最後の一手による死を覚悟するが、レプリカ・リングが砕けたショックで気を失い、鉄骨から落下したミゼルカを救出しようとした際にレプリカ・リングが壊れ、上空から様子を見ていた面々によって射出されたネットの上に落ちたことで辛くも生還。ピノクルとも再会を果たした。
第3シリーズでは、クロスフィールド学院卒業後、ミゼルカと共に原点回帰したオルペウス・オーダーに復帰していて、POG（ルーク）の依頼でオルペウス・オーダーに残されたオルペウスについての情報を収集しており、古文書から読み解いたオルペウスの目的などをソウジたちに告げる。また最終話のEDではミゼルカと結婚している様子。
名前の由来はトランプゲームの「ダウト」から。
ミゼルカ
声 - 日笠陽子
オルペウス・オーダーの一人。7月20日生まれ。
五人の中で最もオーソドックスなパズルの解き方をする。アイリに指輪型のレプリカ・リングを渡した。かつては誰からも必要とされていなかったらしく、誰かに必要とされる存在でありたいと思っており、メランコリィから慕われていることを純粋に喜んでいた。
イヴとは親友であり、それゆえアナに対し強い復讐心を持つ。だが、パズルバトルではマイペースなアナに振り回される。その後、イヴとカイトのパズルバトルに同行した際に、自分と同じ「ファイ・ブレインの子供」だと信じていたイヴのリングがレプリカであること（＝実験体であること）に気づき、オルペウス・オーダーに疑問を持つようになる。さらに匿名で送られてきたアクセスパスワードを利用して確認した極秘ファイルから、自分とダウトのリングがレプリカでイヴと同じ実験体だということを知り、メランコリィ自身からも必要とされていなかったことを告げられ、ダウトについて行く形でカイトとアナに挑むも敗北。だが、パズルを解いている時が1番充実していたことに気付き、リングから解放される。
第3シリーズではダウトと共にルークの「オルペウスに関する情報を調査する」という依頼をこなし、また最終話のEDではダウトと結婚している様子。
名前の由来は外国にあるボードゲーム「ミゼルガ」から。
メランコリィ
声 - 斎藤桃子
オルペウス・オーダーの一人。2月15日生まれ。
傲慢でわがままなお嬢様。クロンダイクの姪で、彼のことを「伯父様」と呼んでいる。ミゼルカを普段「お姉さま」と呼んで慕っているが、オルペウス・リング発動時はひとにらみで黙らせる。一方で、フリーセルのことは本当に恐れている。しかしフリーセルをオルペウス・オーダーにスカウトしたのも彼女である。なお、ミゼルカが実験体であることは知っており、かねてから見下していたが、「仲間ごっこ」として普段は「お姉さま」と呼んでいた。第3シリーズではイギリス貴族の家系に生まれたが両親は既に他界しており、老執事（声 - 広瀬正志）と婆や（声 - 竹口安芸子）のたった3人で暮らしていることが明らかとなる。
ホイストのことを度々「ホイ」と呼んでは、彼に「メラ様」と呼ばれてむくれるなど、メンバーの中では幼い性格。なお、ギャモンには「メラ子」と呼ばれている。昔、カイトに自作のパズルを「普通」と言われたことでカイトを恨んでいるらしいが詳細は不明。
クロンダイクとカイトのパズルバトル中、メンバーの中で彼女の装着しているリングだけが本物のリングであり、唯一人の“ファイ・ブレインの子供”であることが明らかになる。そのリングは元々オルペウス・オーダーに保管されていたもので、本人は、楽しさを追い求めるだけの性格ゆえファイ・ブレインになることに興味はない（そのためか腕輪に精神を呑まれることなく暮らしていられた）。
ファイナル・リングを手にしたクロンダイクと共に行動するが、その目の前に現れたフリーセルに威圧された恐怖のあまり、自身のリングを外そうとしたことでリングから拒絶され、リングは粉々に砕けてしまった。
第3シリーズでも登場。エニグマに誘われ、ジンの盟約には興味は無かったが、自分からすべてを奪ったフリーセルに復讐するためにマスターブレインとして契約する。しかし自分が仕掛けた愚者のパズルの起爆装置を前もって解除するなどフリーセルたちを助ける気はあったようで、エニグマに裏切られ、起爆装置を元に戻された上で自身が扱っていた愚者のパズルに参加させられる。パズルを解いた後、「ジンが愚者のパズルを作るはずがない」と言い切るカイトに「ルークやフリーセルのような変化がジンにもあったとしたら」と指摘し、「悪いのはオルペウスの腕輪」と告げた。そしてフリーセルたちを屋敷に招待し、最後まで友達になることは拒否したものの長い間孤独であったことは理解され、フリーセルからクリスクロスによるメッセージを送られている。その後、他のファイ・ブレインの子供たち同様、オルペウス覚醒の際に未来図を見ており、「この未来が現実になったら自分の人生設計はめちゃくちゃになる」という理由から、アムギーネ行きを決めたフリーセルからの連絡を受けて自分専用の飛行機をフリーセル・カイト・ノノハに貸し、フリーセルに「まだ許したわけじゃない」から「許してほしければ必ず無事に戻ってきなさい」と告げた。また、カイトが神のパズルへ挑む前に、POG幹部やオルペウスを封じる策を練っていたキュービックらとは別にアムギーネへやってきてノノハらに合流。その際ピノクルになぜここにいるのかと問われ、フリーセルとこまめに連絡を取っていたが、音信不通になったことを告げている。その晩には、カイトに気分転換をさせた後立ち去ろうとしていてアナに連れてこられたレイツェルやノノハ、エレナとともに「女子会」を行う。
素直でないがゆえになにかとツンデレ的な発言が多く見受けられる。
名前の由来はトランプゲームの神経衰弱の別名「メランコリィ」から。
ホイスト
声 - 小西克幸
オルペウス・オーダーの世話役。8月31日生まれ。
パズルバトルの説明役・審判も行う、一見温厚で丁重な物腰の人物。クロンダイクからの命令でフリーセルらを利用している。しかし最終的にファイナル・リングを身に付けたクロンダイクを裏切り、フリーセル側についた。
その真意は、オルペウス・オーダーの理想をかなえるべく、リングによって「世界を導く超人」「神を越えた人間」を生み出すことであり、そのために彼の方がクロンダイクを利用していた。本人はフリーセルとカイトのパズルバトルの勝者に仕えるつもりだったようだが、フリーセルから拒絶され、不服ながらも姿を消した。
名前の由来はトランプゲームの「ホイスト」から。
クロンダイク / ルートヴィヒ・レーベンヘルツ
声 - 堀秀行
レーベンヘルツ財団を率いる世界的大富豪にして、オルペウス・オーダーの指導者。8月5日生まれ。
フリーセルたち（特にダウト）から尊敬されている。「計算で導き出せない答えなど無い」と思っており、何かにつけて「計算通り」と口癖をつぶやく。リングを発動しなくてもパズルでカイトを圧倒するほどの頭脳を持つ。
元々は敬虔な組織であったオルペウス・オーダーを変質させた張本人。オルペウス・リングに手を出すも拒絶されたことから、その弁舌・財力などをもって組織をレプリカ・リング製造のための組織へと方向転換させた。
後にカイトとのパズルバトルにおいて、オルペウス・オーダーの真の目的は「自分自身のためだけに造られた、オルペウス・リングをも超える究極のレプリカ・リングである“ファイナル・リング”のデータを収集するためだった」と語る（つまり、オルペウス・オーダーはクロンダイクのモルモットであった）。フリーセルのデータを組み込み、さらにカイトの持つファイ・ブレインの力をも吸収してファイナル・リングを起動、歪んだ形ではあるが“ファイ・ブレイン”と同等の力に覚醒する。
ファイナル・リングを身につけたことでさらに傲慢となるが、フリーセルとのバトルに敗北。ファイナル・リングを奪われてしまい、「ファイ・ブレインとなって世界中のあらゆる事象を計算によって動かす」という野望は潰えた。第3シリーズでは療養中であることがメランコリィから語られる。
名前の由来はトランプゲームの「クロンダイク」から。

#### その他のメンバー
ヘルベルト・ミューラー
POG幹部を参照。
ウー、ノー
声 - 日野聡（ウー）、阿部敦（ノー）
ヘルベルト・ミューラーがカイトに差し向けた、オルペウス・オーダー南米支部近衛隊所属の双子の兄弟。チームプレイではオルペウス・オーダーでも最強のタッグで正々堂々とした勝負を挑む。6月13日生まれ。
イヴ・グラム
声 - 渡辺久美子
アナの姉でミゼルカの親友。アナの意識を変えるきっかけとなった「ほわわん」を教えた人物。9月30日生まれ。
幼いころはアナに優しく、アナのために「ほわわんな絵」を描き、アナが豊かな感情を持つようになったが、やがて開花したアナの才能に「自分は敵わない」と判断して自ら画家の夢を断ってしまう。その後、オルペウス・オーダーに入り、レプリカ・リングを身に付けた影響か、自身が画家になる夢を諦めたのはアナのせいだと思い込むようになり、アナへ強い憎悪と復讐心を抱くようになる。アナへの復讐のためにカイトたちの前に現れ、カイトに敷き詰めパズルの勝負を挑んだが敗北。その際に同行していたミゼルカがアナに危害を加えようとした瞬間正気に戻り、アナを守った。直後にリングが砕け、アナと和解する。その後POGに保護され、別れの際にアナに再び優しい言葉をかけ、また絵を描くと言った。しかし、アナは「きっともう二度と描かないだろう」と推測し、悲しんでいる。
ソリティア
声 - 中村千絵
フリーセルの母親。初めてのレプリカ・リングの実験台。自ら望んで志願したものの、そのレプリカ・リングの危険性に気づき組織に中止を進言した。しかし聞き入れられず、幼いフリーセルを連れて組織を脱走。穏やかな暮らしを手に入れたものの、徐々にレプリカ・リングに精神を蝕まれ、愛するフリーセルを憎んだりするようになってしまった。
後に病気を患い、フリーセルがカイトとの約束で遊びに行っている間に容態が急変し、帰らぬ人となる。名前の由来はトランプゲームの「ソリティア」から。フリーセルは母親のソリティア似である。

### マスターブレイン
レイツェル
声 - 茅原実里
過去のジンを知る少女。カイト同様にファイ・ブレインに覚醒した瞳を持つ。エニグマとなんらかの契約をしている。ジンを一旦カイトたちに預けると言い、√学園高等部に編入する。ジンからお守りとして貰ったブローチを大切にしている。オッドアイの黒猫をつれているが特に名前は付けていない。カイト同様ネギが苦手。
ジンが愚者のパズルをめぐる旅の途中、ある山間の小さな村で両親を事故で失い近所の人々に助けられながら一人で生活をしていた彼女と出会い、類いまれなパズル能力を持つゆえにピタゴラス伯爵に狙われる可能性に気づいたジンが、POGから守るため旅に同行させることにした。その道中でジンは愚者のパズルの試練を見せないようにしていたが、それを偶然見たレイツェルはジンを苦しめるパズルを許せず、またジンの役に立とうと自ら愚者のパズルに参加していった。その後、ピタゴラス伯爵との対決の前にジンに置いていかれ、ある日、エニグマに行方を突き止められて彼の計画を聞かされ、契約を交わした。幼いころからひたすらジンを想っており、その想いをエニグマに利用されている。ジンとの別れの前に、「君には何かが欠けている」、「パズルを捨ててもいい」と言われたらしい。
愚者のパズルや腕輪の力に苦しめられてきたジンを知っているため「ジンはパズルを憎んでいた」と言い切り、その点でカイトと対立している（「キリング・コロシアム」での対戦前、エニグマの真実を知らされた際に和解）。また、ジンからオルペウスが覚醒した際に未来図を見たが、オルペウスからジンを取り戻すため、ラヴーシュカが死ななかった未来を手に入れたいエニグマと共にオルペウスの傍につく。その後、自ら望んで腕輪を手に入れるが、神のパズルへ挑む前にノノハらと「女子会」を行い、楽しい思いを胸に刻んだことで、その力に呑まれることなく無意識のうちに腕輪を破壊することに成功した。
「時の迷路」では、どんなに望んでもジンが自分を置いていくという道を選ぶため何度もやり直すが、最後はそれを認められず、正しい時間の流れからも逸脱した偽りの世界へ迷い込んでしまう。途中で合流する形になったカイトがそれに気づき、「絶対に選ばない選択肢」を選んだことでその世界に侵入、救い出された。
その後は元の世界でカイトとパズルバトルを繰り広げ、カイトの意図通りに勝利してみせた。そしてジンが本来の自分を取り戻したことを受け、「ジンを元に戻してくれたお礼」だと、涙を見せながらも彼とカイトを二人きりにしてその場を去る。その後はフリーセルとともにクロスフィールド学院におり、ジンの命日に子供たちのために机を使ったパズルを作ったりしている。なお、ジンと旅をしていたころに彼から受け取り、常に身に着けていた猫のブローチは、ジンの墓石の中心に埋められている。
ヨハン・ジークムント・エニグマ / ザガートカ
声 - 中田譲治 / 草尾毅（ザガートカ）
アムギーネ共和国大統領。ファイ・ブレインの子供たちを狩る天才ギヴァーと名乗る「マスターブレイン」を統べる者。ジンとの盟約に従い全てのパズラーの殲滅を宣言する。ジンがPOGに在籍していたころ、日本滞在時に知り合ったとし、ジンの身に万が一のことがあった場合、彼の遺志を受け継ぐものたちを集め、ジンの目的を成し遂げることを託された、と言うが、レイツェルを手駒として扱う。
その正体はアムギーネ共和国からPOGに加わった異例のソルヴァー・ラヴーシュカの幼馴染にして婚約者、そして専属ギヴァーでもあったザガートカ。愚者のパズルが原因でラヴーシュカを失ったのち故郷でレアメタルが採掘され始め、それに乗じて本来の名前を捨てて政府に潜り込み、トップにまで上り詰めた。婚約者を失った悲しみをパズルに対する憎しみへ変貌させ、自分勝手な復讐劇を作り上げるため、ジンや「マスターブレイン」を利用していたことが15話にて判明。オルペウスからラヴーシュカを救える過去を見せられてからはオルペウスに従うが、神のパズル解放直後にラヴーシュカの幻を見て錯乱し塔から落下。その後の生死は不明。
なお、エニグマのスペル「Enigma」を逆から並べると「Amgine」=アムギーネとなる。

#### その他のマスターブレイン
フーダニット
声 - 飛田展男
賞金目当てにギャモンたちに挑んできたマスターブレインの刺客。色のナンプレパズルで挑むがアナとキュービックのヒントを得たギャモンに敗れる。
名前の由来は、「誰がそれをやったか」という意味の英語「Who done it」の発音から。
真逆 ジン（まさか ジン）
声 - 子安武人
真方ジンに陶酔し姿もジンそっくりにしたマスターブレイン。ただ性格は粗野で髪はカツラ、レイツェル曰くジンほどのパズル能力は無い。迷路とスライドパズルの二重構造のパズルでカイトに挑むが敗れる。その後の13話にてカイトたちを罠にはめる目的でレイツェルに呼び出され、彼女が仕掛けた迷路の偽の財にされる。
ドクトル・テオレム
声 - 白熊寛嗣
数字の魔術師を名乗るマスターブレイン。カブトムシ型のロボットに乗り、「エクスタシー」が口癖。キュービックに最も美しい数字パズルを挑むが、アナからの連絡を受け途中から参戦したカイトの発見をきっかけに敗れる。
デモリションマン大佐
声 - 塩屋浩三
軍服を着てピンクのレプリカ戦車に乗り自称髄一の戦略家を名乗るマスターブレイン。戦車を使ったタンク・プレースでカイトたちを人質に一番賞金額が低かったギャモンに挑むが敗れる。
メランコリィ
オルペウス・オーダーを参照。
ジョー
声 - 安井邦彦
ギャモンたちが空港で出会ったノノの兄。高校時代はバスケの花形選手でプロチームにスカウトされるほどであったが1年前に両親が亡くなり、夢を諦めマスターブレインとして父から受け継いだパズルの管理人をしていた。ギャモンとは性格や境遇が似ていたせいもあり、衝突しつつも一旦は分かり合えたが、エニグマの指示でオフロードバイクの迷路をギャモンに挑み負ける。その後「妹の涙を見たいわけじゃないだろ」とギャモンに諭され、「プロバスケデビュー戦になったら見に来い」と笑顔で別れる。
レジーナ・マリア・バスコ
声 - 池澤春菜
イグアスの滝でキュービックとアナが出会った女性。エニグマの第3秘書であり、かつてギヴァーの才能を買われ、恋人を捨てて敬愛するエニグマの秘書になった。キュービックとアナにカヌーを使ったレイツェルのパズルを仕掛け、妨害までしたものの、敗北するとあっさりクビになった。
ヘルベルト・ミューラー
POG幹部を参照。

### その他
真方 ジン（まかた ジン） / 青年X（せいねんエックス）
声 - 子安武人
カイトとルークが少年時代のクロスフィールド学院在学時期に会い、短い間一緒にいた謎の人物。12月23日生まれ。タマネギが苦手。
青年Xと自ら名乗っていた。二人のよき理解者であり、それぞれのパズルに対する考え方に多大な影響を与えている。だがその気質はルーク曰く「ソルヴァー」であったらしく、パズルを作る側であったルークは疎外感を抱いていたとのこと。青年時の顔はカイトに酷似していたが、カイトとの血縁関係は不明である。
かつてオルペウスの腕輪の契約者であり、ソルヴァーでありながらPOGに入った天才であったが、オルペウスの腕輪の力により破滅の未来を垣間見たためにピタゴラス伯爵の本性を知り、パズルを解くことを止め、POGを抜け出した。その後、バロンの手引きによりカイトと接触、パズルを捨てようとした彼を止め、愚者のパズルを破壊するための旅に出た。学園在学時期にカイトと再会したのち2年前に神のパズルに挑戦、その後廃人となった姿でPOGに幽閉されている。1話の回想では28歳であったことがイベントで明らかになった。カイトとルークの戦いが終わった際に笑みを見せるが、その後も記憶は戻っておらず、第2期では静養中。
第3期では自発的に会話ができるまで意識は回復しているものの記憶はまだ戻っていない。POG時代は変則ルールを多用して勝利のためには手段を選ばない問題児のギヴァーだったらしく、パズルを憎み消滅を望んでいたらしい。だが、自分が作った愚者のパズルのいくつかは、後述する旅の中で自分で破壊している模様。ピタゴラス伯爵との神のパズル以前の約1年の間に愚者のパズルを巡る旅をしており、その際にレイツェルと出会い同行させている。かつてレイツェルに「パズルは本当に必要なものなのか」「パズルは鎖、パズルは鏡」と言ったらしいが、同じ言葉を幼いルークも聞いている。記憶を取り戻すことを恐れている節があるが、カイトの友人がマスターブレインに襲われたと知り、組織が自分とは無関係であることを願っている。
現在はレイツェルに連れられてカイトたちから逃げるように旅をしているが、カイトたちを閉じ込めるためのパズルを練っていたレイツェルに「やるなら徹底的にやれ」と告げるなど、時折、普段の穏やかな言動から豹変し冷徹な言葉を発する。また、腕輪は既に外れているはずだが、14話において、腕輪をはめていた左腕に黒い輝きを放つ腕輪の幻影が浮かび上がるようにもなっており（その状態で性格が豹変する）、16話において、かつて自分が設計しレイツェルが作ったパズル「キリング・コロシアム」でのレイツェルとカイトの危機に、ついに記憶を取り戻したが、その後真方ジンとしての人格は覚醒したオルペウスに追いやられてしまう。しかし、体の支配権を取り戻す度にレイツェルを気遣い、彼女のファイ・ブレイン化を防ごうと賢者のパズルに介入してメッセージを伝えようともしたが、レイツェルが「ジンを取り戻すこと」に執着しているため失敗している。なお、カイトたちによってオルペウスから解放されたとき、既にオルペウスとは一体化してしまっていたことが発覚。本人はそれを「オルペウスとシンクロした」ためだと考えていた。その後死亡しており、ノノハやギャモンが高等部を卒業した後の1周忌にバロンやルーク、ビショップ、エレナといったPOG関係者とソウジ、ギャモン、ノノハ、キュービック、アナといった学生組の関係者数名で墓参りに行っている。
名前を湯桶読みすると「マ ホウ ジン」となり、「魔方陣」と同じ読みになる。
オルペウス
ジンが記憶を戻したことにより覚醒したもうひとつの人格。オルペウスの目を見た人物に幻覚（時間を越えた過去）を見せることができ、完全なファイ・ブレインとなればさらに過去に干渉できるという。この状態のジンは瞳が紫に、白目の部分が黒に明滅している。
オルペウスとは元々、神のパズルとオルペウスの腕輪を作り出した古代の天才であり、神のパズルとはオルペウスが不老不死を得るシステムで、何らかの方法で肉体を捨て精神だけの存在となり、ファイ・ブレインとして戦い器として選ばれた者にオルペウスの精神がダウンロードされる。このシステムを作った理由は、本人曰く「世界というパズルを解き、神を超えることが人類の進むべき道」だから。カイトが関わると自らの未来予知が崩れることから、カイトに興味を持っている節がある。
ジンは記憶を失っていたわけではなく、オルペウスの復活を阻止するために記憶もろともオルペウスの精神を封印していた。また、18話にて一時体の支配権を取り戻したジンによると、ジンの体は死が近づいており、このままオルペウスが新たな器を得られなければジンもろとも滅ぶという。本人は「器となった者の人生を奪うつもりはなく、世界というパズルを解くために1年の間体を貸してくれればいい」と言っている。
神のパズル「時の迷路」を解き、ファイ・ブレインとなって勝利した者を新たな器にするつもりだった。完全にファイ・ブレインとして覚醒したカイトが、レイツェルが勝者となるよう手を打ったためその思惑は崩れたかのように思われたが、自身の器としての最上級が「完全なファイ・ブレインの持ち主」であったことから、カイトを器として選ぶ。
ジーニアス奥寺（ジーニアスおくでら）
声 - 麻生智久
自称クイズ王だが腕は三流のパズラー。パズルワールドカップアジア予選第8位。
真相を知らずに賢者のパズルに手を出し、カイトに助けられている。またPOGの要注意迷惑人物としてマークされている。北海道のホテルをプロデュースするものの、ホテルの経営方針の転換で用済みとなってしまう。エレナのクイズ番組に出場したこともあるが負けている。
ラウラ・フレデリカ・シュヴァルツェンベルク
声 - 横尾まり
シュヴァルツェンベルク家の当主で高齢の女性。
世界的に有名な風景画の大家（たいか）であったシュヴァルツェンベルクの未亡人で、夫は一ヶ月前に飛行機事故で亡くしている。執事の言ではツンデレ。
屋敷を処分するべく、夫が残した財を解放するためにカイトたちに依頼をしたが、セバスチャンがギヴァーだとは知らなかった。
道海 北雄（みちうみ きたお）
声 - 川津泰彦
北海道のリゾートホテル「ホテルパズルインリゾート」の支配人。支配人の亡き祖父が残した「旅館の庭園のパズル」を使ってリゾート開発しようとする。パズルを解いたことで亡き祖父の真意を知りホテルの経営方針の転換を図る。祖父は元POGギヴァーであった。
大門 アキラ（だいもん アキラ）
声 - 土屋トシヒデ
カイトの養父。実はPOGで指折りのギヴァーであり、実の両親と偽ってカイトの育成と観察を続けていたが、カイトを実の子供のように愛してしまい、POGが幼いカイトに愚者のパズルを挑ませようとしていたため代わりに自分たちでパズルを解こうとして亡くなる。
なお、カイトの実の両親の記録は残っていない。
大門 シズカ（だいもん シズカ）
声 - 村井かずさ
カイトの養母。夫のアキラと一緒に亡くなる。
逆之上 ミハル（さかのうえ ミハル）
声 - 竹達彩奈
ギャモンの妹。中学2年生。4月10日生まれの14歳。昔はよく貧血で倒れていた。
兄が身の回りの世話をしているため、料理は大の苦手で金銭感覚が無く、ギャモンがギヴァーになるために妹の元を離れた際に彼女に残したかなりの額の小切手をあっさりと使い果たした。兄のことが大好きだが、人前で自分の世話を焼かれるのは辟易気味。
第2シリーズでは、オルペウス・オーダーから腕輪型のレプリカ・リングを送られ、危うく着けるところだったがギャモンによって間一髪阻止される。そのため、レプリカ・リングのことについては詳しく知らない。
タネ
声 - 千々松幸子
ギヴァーの名門・軸川家の家政婦。
ロッテ
声 - 小清水亜美
ラミーという名前の犬を連れている少女。ラミーと一緒に、小さいころからロッテが迷路を作りラミーが解くという遊びをしていた。そこにメランコリィが接触し、ロッテとラミーにレプリカ・リングを渡しルークとラミーとの対戦迷路の勝負を挑ませた。しかし途中でラミーが迷路を解くのを止めてしまったため、癇癪を起こしたヘルベルトにより迷路を崩壊させられてしまうが間一髪助かっている。
ノノ
声 - 洲崎綾
空港で出会ったノノハによく似た女の子。ジョーという兄がおりバスケの夢を諦めたことを心配している。ノノハのことは気に入っており、兄と3人で暮らして欲しいと言っている。
ラヴーシュカ
声 - 桑島法子
ジン同様、ソルヴァーながらその才能を認められてPOGに加わった女性。専属ギヴァーは幼馴染にして婚約者のザガートカ（のちのエニグマ）。ジンやバロンと面識があった。当時のアムギーネ共和国は貧しく、食事も満足には摂れなかったため、「ファイ・ブレインになり、お腹いっぱいご飯が食べられる世界を作る」という夢を持っていた。
ジンと競い合いながらその実力を伸ばしていったが、次第にその差は開く一方となり、ジンがオルペウスの腕輪を手に入れたことで焦りを覚え、一時はパズルをやめようとまで考えるが、ジン失踪の後、ピタゴラス伯爵から「ジンは自分の野望を叶えようとしている」「お前の願いは叶わなくなる」と告げられ、愚者のパズルに挑戦するようになり、ある日パズル内で命を落とした。
レイツェルの両親
声 - 武虎（父）、洪英姫（母）
オルペウスが仕掛けた過去を使った神のパズルで登場したレイツェルの架空の両親。

## 世界観
ファイ・ブレイン（φ brain）
「黄金比（φ）にかなう頭脳」を意味し、あらゆるパズルを極め、神のパズルに挑戦できる存在を示す称号。ソルヴァーとギヴァー、どちらの能力も併せ持つとされる。現在のところ、大門カイト、逆之上ギャモン、キュービック・G、アナ・グラムの四人のソルヴァーと第2シリーズから登場したオルペウス・オーダーの者たち（実際はメランコリィ一人）が、その候補である「ファイ・ブレインの子供たち」と呼ばれており、特にオルペウスの腕輪と契約を果たした大門カイトが最もこれに近い存在である。また軸川ソウジは、何らかの理由でファイ・ブレインになれなかったことを明らかにしている。また、「ファイ・ブレインの子供たち」は幼少時から既に選抜されており、バロンによれば、カイトの生みの両親はPOGによって殺されたとのこと。
なお、後述する「オルペウスの腕輪」を1度でも身に着け、ファイ・ブレイン候補として覚醒してしまうと腕輪の助けがなくとも必要に応じて思考の超加速が可能となるらしく、超加速開始時、右目に七色の光が渦を巻くエフェクトが入る。第2シリーズではパズルに挑むカイトのみが無意識のうちにその力を活用していたが、第3シリーズでは経緯は不明ながら当初からこの力を持つレイツェルの他に、腕輪の契約者だったフリーセル、メランコリィ、ルークも稀に使うようになった。
オルペウスの腕輪（オルペウスのうでわ / オルペウス・リング）
世界各地に存在する、フクロウの形をした謎の腕輪。作中では二の腕につけるタイプと手首につけるタイプがある。ファイ・ブレインに至る者を示すアイテムで、着用者に脳を限界まで活性させる力を与える。カイトのものは「解けない迷路」の財として封じられていて、迷路をクリアし、財を解放したことで契約が結ばれ、カイトの意思とは無関係に左腕に装着されて外せなくなった。カイトが危機に陥ると発動し、脳の100%をパズルの解放に使うことができる。しかしこの能力の使用後は極端な疲労状態に陥り、しばらく意識を失ってしまう。また感情を司るエリアをも目の前のパズルを解くことに使用してしまうため、幾度もの使用を経てカイトの感情表現が希薄となっている。当初はノノハスイーツを食べさせることで元に戻っていたが、それすらも徐々に効かなくなっていた。
普段はくすんだ金色だが、発動時は金色の光を放ち、逆暴走時は水色の光を放つ。通常の発動時は装着位置が二の腕なら腕輪が装着されている側とは反対側の目が、手首の場合は腕輪を装着している側と同じ側の目が赤く輝き（オッドアイ）、思考速度が上昇、パズルを深く理解することが出来るようになる。さらに適合が進んだカイト、ジン、第2シリーズでレプリカを進化させたフリーセルの場合は、腕輪が黒色に輝き、ノイズのかかった未来図を見るという能力を発揮している（キュービックは、活性化した脳が現在の事象から未来を予測したものと考えている）。が、脳を限界まで活性化させるため連続で使うと負担も大きく、精神に影響が出る（ルークの場合は長期間常時発動状態だったため、リングに精神が呑まれ、性格にゆがみが生じていた）。また、第2シリーズで実際にレプリカを身につけたソウジは、この思考加速能力を「禁断の果実」と評している。
脳の100%が感情のみに支配された場合は脳を破壊する危険がある逆暴走を起こしてしまう。この場合はパズルに対する拒否反応が起こり、簡単なパズルでさえ解けなくなる。キュービックによると、逆暴走を止めるには強い刺激が必要。
カイトの場合、第1シリーズでのギャモンとの支柱パズル対決において、腕輪に逆らってギャモンの命を救い、その時腕輪が砕け散った。その後、腕輪なしでも思考の超加速ができるようになり、さらにその状態で理性を保つこともできるようになった。第2シリーズでは腕輪無しでの思考の超加速を駆使し、レプリカ・リングを着けたギヴァーを凌駕するまでに成長している。また、終盤では愚者のパズルへ挑むうちにさらにファイ・ブレインへ近づいたため、腕輪なしで上述の未来図を見る能力まで得てしまった。
一度装着されると外すことはできないが、何らかの要因により砕け散ることがある。装着者はオルペウスの腕輪によって選ばれ、判明している装着者は大門カイト（第1シリーズ23話のギャモンとの対決中に外れた）、ルーク・盤城・クロスフィールド（第1シリーズ最終話で外れた。第3シリーズ21話で新たなものを得るも、カイトとのパズルバトルの終盤に外れる）、真方ジン（既に外れている）、メランコリィ（第2シリーズ23話で外れた）、逆之上ギャモン（第3シリーズ19話で得たがすぐに外れた）、レイツェル（第3シリーズ20話で得たが23話で外れた）である。オルペウスの由来はギリシャ神話の詩人「オルペウス」または「オルフェウス」から。
第2シリーズではオルペウス・オーダーの者たちのほとんどがオルペウス・リング（実際はメランコリィのもの以外はレプリカ）を左手首につけており、また後述の「レプリカ・リング」を作っている。
レプリカ・リング
オルペウス・オーダーが制作したオルペウス・リングのレプリカ。もともとオルペウス・オーダーが保管していたリングを科学的に分析して作られた。本物のリングと全く同じ力を持つ「ファイナル・リング」を作り出すためのデータ採集を目的としている。イヤリングや指輪など、本来の形である腕輪とは異なる形のものがある。
本物のリングと同様の思考加速を可能とするが、副作用として装着者の記憶が変化したり、性格がゆがんでしまうことがある。パズルバトルに敗北し、「負け」を認めると砕け散るが、それ以外の方法では基本的に外れない。
世界各地に生産プラントがあったようで、採集されたデータを利用して定期的なバージョンアップが行われており、通常は本物と同じ金色だが、ソウジが身に着けたものやルークがカイトらにもたらしたもののように銀色のリングが作られたことがある。
フリーセルのものは、第19話で「カイトを助けたい」という想いから本物へ覚醒するという奇跡を起こす。その際、虹色の輝きを放っていた。本物へ覚醒した後は黒色に輝きを変え、フリーセルは「約束もメタルパズルもいらない」と言い残して去る。
ファイナル・リング
オルペウスの腕輪に選ばれなかったクロンダイクが作ろうとしていた、本物と全く同じ力を持つ究極のレプリカ・リング。これまで作られてきたレプリカから採集された情報と、フリーセルが起こした奇跡に関する情報、そして最もファイ・ブレインに近い存在となったカイトの思考加速能力を吸収したことで起動を果たす。
ソルヴァー
ギヴァーからの挑戦や他者の依頼を受け、賢者のパズルの解放に挑む者。語源は「solve（解決する）」。
POG（Puzzle Of God）
ピタゴラス伯爵が率いる頭脳集団。「神のパズル」の解放と「神の書」の入手を最大の目的とし、そのために必要なファイ・ブレインを見出すため、組織に所属するギヴァーに「賢者のパズル」や「愚者のパズル」を日々造らせている。遥か昔より存在する世界的組織で、ピラミッドやストーンヘンジも元々は彼らによって古代に創られた賢者のパズルである。元々は賢者のパズルによって財を管理する組織であったが、「神のパズル」とピタゴラス伯爵の存在によって現在のような邪悪な組織に変貌してしまった。
カイトとギャモンの支柱パズル対決の後、組織の事実上のトップであったルークの醜態が晒されてしまったことによって一時は組織崩壊に追い込まれたが、ルークの改心によりPOGは方針を転換。「皆に愛されるPOG」を目指して様々な活動をしている様子。
第2シリーズからは√学園をバックアップする役割に回っている。
セクションφ（ファイ）
POG特務育成機関。現在の責任者は解道バロン。「ファイ・ブレインの子供たち」の育成を目的とした部門。その目的の下、√学園が作られた。POGの方針転換後は開店休業状態らしい。
私立√学園（しりつルートがくえん）
カイトたちが通う、初等部から大学までが集まった巨大学園都市。パズルの要素を取り入れた独自の指導要領を持つ。ファイ・ブレインになりうるソルヴァーを次々と特待生として迎えており、称号を持つ者に多くの特権を与えている（学食無料、食堂の第1テラス（天才テラス）の提供、教室の一つを自由に使えるなど）。
ギヴァー
POGに所属する出題者。「POGギヴァー」とも。POGの名の下に賢者のパズルを管理し、ソルヴァーを迎え撃つ存在。「ギヴァー行為」を行うにはPOGから与えられる資格が必要で、POGの許可なくギヴァー行為を行った者は制裁の対象となる。「POG憲章」によってフェアな戦いをすることが義務付けられており、不正が発覚すれば直ちに資格を剥奪される。ギヴァーの資格を剥奪されてもなおギヴァーの活動をした場合、粛清の対象になるらしい。語源は「giver（与える人）」。
賢者のパズル
POGギヴァーが創造した巨大なパズル。依頼人の「財」を封じ込めておくための結界であり、パズルを管理するギヴァーと、財の解放へ挑むソルヴァーとの知の戦いの場である。ソルヴァーの命を奪う罠が多数仕掛けられており、カイトは「人殺しのパズル」だと嫌悪している。本来は「ふさわしい者に財を託したい」という依頼人の思いを受けて創造されるものだったが、中には悪意に満ちたギヴァーがおり、必要以上に残虐かつアンフェアなパズルが出題されることもある。
財（ざい）
賢者のパズルに封印された物品。時価数千万の高価な物から、依頼人の思い出の品まで様々である。基本的に、パズルを解放したソルヴァーが受け取る。
愚者のパズル
ファイ・ブレインの育成に特化した特殊なパズル。才能のあるソルヴァーを選別するという目的のため、通常の賢者のパズルに比べその難易度は高くより過酷な罠が仕掛けられている。また、財も封印されていない。
カイト曰く「作った奴の感情が見えない」「悪意と殺意しかない」パズルである。また、バロン曰くソルヴァーを急激に成長させる代わりに「感情のない道具」に変えてしまうものであるという。
POGの方針転換以降はカイトたちがルークの依頼を受け、多数の愚者のパズルを解放している。
神のパズル
究極の頭脳を持った者である「ファイ・ブレイン」だけが挑むことを許されるといわれているパズル。古代の賢人・ピタゴラスが「オルペウス島」に遺した謎のパズルで、「神の書」が封じられている。それを解いた時、「人は神と同じ地平に立つことが出来る」と言われている。POGは当初このパズルの解放を最終目的としており、そのために必要な「ファイ・ブレイン」を探し求めていた。
その正体は不明だが、「二人のファイ・ブレインが命を賭けた対決をすることで初めて解放される」というものであった。かつてピタゴラス伯爵と真方ジンはこのパズルで対決し、結果ジンを廃人に至らしめた。なお、この対決によって既に神のパズルは解放され、ピタゴラス伯爵が神の書を入手し、その時点でパズルは崩壊した。
第3シリーズで、このパズルの真の目的が「精神だけとなったオルペウスの器にふさわしい者を、参加者である腕輪の契約者から選び出す」ことにあったと判明。「神の書を得た者は神と同じ地平に立つ」という伝説は偽りであった。
第2シリーズではフリーセルが「第二の神のパズル」を制作し、カイトとパズルバトルを繰り広げた。また、第3シリーズでは「キリング・コロシアム」を見たジンがこのパズルを「人をもてあそぶ、神のパズル」だと評している。その後、オルペウスがエニグマに命じて新たな神のパズル「時の迷路」を作らせた。
神の書
神のパズルに封印された、青い巻物状の財。ピタゴラスが解き明かした「宇宙の真理」が納められており、手に入れた者は文字通り神の如き力を得られるとされる。しかし同時に、公開されればその力を巡って人類を争わせ、世界の破滅を招く物でもあり、オルペウスの腕輪が「神の書によって滅びた世界に、フードをかぶった男が一人立っている」という未来を暗示したことから、バロンは命がけで回収をもくろみ、ルークはカイトを神のパズルに挑ませるための交換条件とした。
前述の神のパズルでの対決ですでに解放され、ピタゴラス伯爵の手にあったが、伯爵はその内容を解読することは叶わず死亡し、ルークが計画のために隠し持っていた。カイトとルークの最終決戦の末、惑星パズルの爆発に巻き込まれ、青い炎を発して燃え尽きた。
しかし第3シリーズ16話にて神の書は存在しないことが発覚。
クロスフィールド学院
イギリスに存在する全寮制の学校で、世界各国から指折りの天才児たちが集められている。カイトは幼少時代「パズル留学」のため訪れており、そこでルークや真方ジン（青年X）と出会った。オルペウス・オーダーの主要メンバー5人もこの学院の生徒で、カイトは在学中に少なくともフリーセル、ピノクルと接触していたが、ルーク以外の記憶はあいまいになっていた模様。
オルペウス・オーダー
第2シリーズより登場。
道を踏み外していたころのPOGよりもさらに過激な秘密結社。「偉大なるオルペウスを信奉し、卑劣なる神々のくびきから人間を解放せんとする者」と自称している。
当初はオルペウスを信奉し、ストイックに頭脳を鍛える集団であり、その象徴としてオルペウス・リングを祀っていた。だがリングの力に魅せられたクロンダイクに組織を乗っ取られ、「リングを工業的に量産して世界中の人間に配り、人間の内なる力を解放させる」という名目の下、レプリカ・リングの実験を行う非人道的な組織に変貌した。
POGとピノクル、ダウトによって追い詰められ、フリーセルによって指揮者であるクロンダイクが倒されたことから壊滅した。
第3シリーズでは本来の組織に戻っており、過去に集められた「オルペウスに関する古文書」からオルペウスと神のパズルの情報を得るため、ルークがPOG管理官として協力を依頼。ミゼルカとダウトが、ピノクルに連れてこられたソウジやキュービック、アナらに報告した。
裁きのパズル
オルペウス・オーダーが出すパズル。POGのパズルと違い明確な目的はなく、レプリカ・リングのデータ収集など様々な用途に利用される。対決型のパズルが多く、フリーセルたちは「ゲーム」と呼称する。
マスターブレイン
第3シリーズより登場。
「真方ジンとの盟約により、すべてのパズラーを殲滅する」ことを目的とする組織。エニグマが率いていて、様々な国の出身者がギヴァーとしてエニグマと契約し籍を置いている。殲滅対象となるパズラーには懸賞金がかけられており、その中でも能力の高い「ファイ・ブレインの子供」には特に高い懸賞金がかけられている。
ピタゴラス文書
賢者ピタゴラスがエジプトのピラミッドとマヤのピラミッドに隠した財。第3シリーズで、神の書をめぐるパズルバトルで記憶を失ったジンの記憶を取り戻すヒントがあるのでは、とルークが探していたもの。しかし、ルークとフリーセルが古代文字を解読してみると、ジンが記憶を取り戻してはならないことが発覚する。

## パズルバトル
このアニメでは、ほぼ毎話に一度パズルバトルが登場する。この記事では、作中で出てきたパズルバトルを解説する。パズルの名称は基本的に「もっと×2 神のパズル」での名称に準ずる。

### 賢者のパズル
解けない迷路（第1シリーズ1話）
- ギヴァー：ミノタウロス（軸川ソウジ）
- ソルヴァー：大門カイト&井藤ノノハ
- 財：オルペウスの腕輪

√学園の裏山の地下に存在する巨大な迷宮。ルートから外れた場所には落とし穴が仕掛けられており、いわゆる「右手法」での単純突破は不可能。
道中にあるパズルを解きながら進んでいくが、実は迷宮の構造そのものに大きな「パズル」が隠されており、それを解き明かせなければ奥に進むことができない。
滑車パズル（第1シリーズ1・2話）
- ギヴァー：ミノタウロス
- ソルヴァー：大門カイト

「解けない迷路」のゴール地点にあり、腕輪の力を試すためのパズル。三本のうち一本のロープを引き、それが正解のロープだった場合水路から流れ込んでくる水を止め、助かることができる。不正解のロープを引いた場合、もしくはタイムオーバーで水路が限界を迎え崩落した場合、遺跡は全壊する。
駐車場パズル（第1シリーズ2話）
- ギヴァー：クラッシュ
- ソルヴァー：大門カイト&逆之上ギャモン（同行：井藤ノノハ）
- 財：赤いクラシックカー（時価2000万円、脱出に成功すればそのまま財として獲得できる）

スライドパズルの一種で、ソルヴァーが赤いクラシックカーに乗り込み、その周りにある車を前後に動かして、赤い車を出口まで誘導するパズル。操作はハンドルではなく助手席のタッチパネルで行い、タッチパネル上のスライドパズルを解くことで、連動して車が動く。制限時間は10分で、それを過ぎるとクレーンで吊るされた大型バスが落下し、ソルヴァーはクラシックカーごと圧死する。ギャモンは47手でこれを解いている。
魔方陣（第1シリーズ3話）
- ギヴァー：町造課長
- ソルヴァー：大門カイト&井藤ノノハ&逆之上ギャモン
- 財：町の夕焼け

町に隠された数字を探し、その数字を魔方陣に入れて完成させる。制限時間内（場所を示すナンプレを解く時間も、この制限時間に組み込まれている）に完成させなければ町が爆破される。
この魔方陣がどこに存在するかは伝えられておらず、町造課長が出題したナンプレを解き、それを招待状と同じようにアルファベットに変換しなければどこにあるかはわからない（このナンプレはパズルを嫌っていたキュービックの介入により難易度がアップした）。
絵画パズル（第1シリーズ4話）
- ギヴァー：セバスチャン
- ソルヴァー：大門カイト&アナ・グラム
- 財：絵

徐々にガスが放出される密室に飾られた絵の額の縁を並べ、現れるアルファベット（ローマ数字）をアラビア数字に変換して入力し、金庫とドアを開けるパズル。
パスワードは、ラウラ・フレデリカ・シュバルツェンベルクの夫が昔住んでいたアパートの番号になっている。
漢字パズル（第1シリーズ6話）
- ギヴァー：鬼の手姫
- ソルヴァー：大門カイト&井藤ノノハ&逆之上ギャモン
- 財：ノノハ・ギャモンの生命

空いた6箇所の丸に、7文字ある漢字の中から部首でしりとりをしてあてはまるものを入れて円陣を作るパズル。しかしそれは鬼の手姫が仕掛けた罠で、本物のパズルは円陣を囲むようにして出現した六角方陣だった。
新たな六角方陣は、空いた6箇所の丸に12文字ある漢字の中からあてはまるものを入れて方陣を作るパズルであった。六角方陣は、しりとりではない別の方法で解く。
ジグソーパズル（第1シリーズ7話）
- ギヴァー：塔野マドカ&亡き恋人マサル
- ソルヴァー：大門カイト&逆之上ギャモン

ヒトの骨格標本を一度崩し、それを組み立てるジグソーパズル。
ランドルト環型の迷路（第1シリーズ7話）
- ギヴァー：塔野マドカ&亡き恋人マサル
- ソルヴァー：大門カイト&伊藤ノノハ&逆之上ギャモン

視力検査表を使ったパズル。ランドルト環の穴の方向から線を伸ばし、別のランドルト環につけ、それからまた線を伸ばす。2つ穴がある場合はどちらかを選択し、進む。
イラストロジック（第1シリーズ7話）
- ギヴァー：塔野マドカ&亡き恋人マサル
- ソルヴァー：大門カイト&伊藤ノノハ&逆之上ギャモン&√幼稚園園児たち

中にR、B、Y、G、W、O、Vの7つのアルファベットが書き込まれている丸の集合体があり、その丸の中のアルファベットにあう色を塗り、すべて塗ったところである絵が完成するというもの。
なお、このパズルは一度崩壊し、ノノハの記憶力によって復活したものを解いたものである。
一筆書きの通路（第1シリーズ8話）
- ギヴァー：道海北雄の祖父
- ソルヴァー：大門カイト&ジーニアス奥寺
- 財：風景

一筆書きの要領で通路を通り、財の門を守るかのように存在する三つのパズルを解き、どこかにあるはずの扉につながる通路を通ってパスワードを入力し、扉を開けるパズル。下の三つのパズルは、このパズル内に存在するパズルである。
イラストロジック
縦と横の看板にしたがって灯篭に火をつけ、パスワードの1文字目を浮かび上がらせるパズル。
ししおどしパズル
二つのししおどしが同時になるのは15分に何回かというパズル。同時になってから15秒後に小さいししおどしが鳴り、そのあと12秒後に大きいししおどしが鳴る。正解の数値がパスワードの2文字目となる。
迷路
枯山水を使用したパズル。迷路の中心に存在する石灯籠に繋がっているのは、迷路の出口の外側にある「い」「ろ」「は」「に」の四文字のどれかというのを考えるパズル。正解の1文字はパスワードの3文字目となる。
三色プレース（第1シリーズ10話）
- ギヴァー：姫川エレナ
- ソルヴァー：大門カイト（下僕人形：井藤ノノハ、逆之上ギャモン）
- 財：現金1000万円（「パズルキングダム」の賞金）

6×6のマスのゲームボードの上に赤、青、黄のコマを置いていくパズル。しかし、同じ列に同じ色のコマを置いてはいけない。ゲームボードの外側には、その位置から見たコマの色をヒントとして示している。しかし、ゲームボード上には2体の下僕人形（ノノハとギャモン）が存在し、そのことによって4つのヒントが隠されることとなる。しかし、下僕人形は2体とも排除すること（ノノハとギャモンを奈落の底に突き落とすこと）が、下僕人形自身の意思でも、回答者自身の意思でも可能となっている。また、逆に下僕人形が助かりたいと思った場合は、回答者席のソルヴァー（カイト）を落下させることもできる。制限時間をオーバーすると全員落下する。
このパズルは、エレナの出演番組「パズルキングダム」の最終ステージと全く同じもので、このパズルをそのまま流用して番組を放送していた（ただし番組放送時は、不正解の場合、粉に落とされる）。
立体パズル（第1シリーズ11話）
- ギヴァー：姫川エレナ、ヘルベルト・ミューラー（妨害）
- ソルヴァー：大門カイト、井藤ノノハ、逆之上ギャモン、キュービックG、アナ・グラム
- 財：パズルの本

近くに川のあるミニチュアセットの空地にビルのセットを置いていくパズル。ビルは高さが4タイプ、形が5タイプで計20タイプある。
ただ置いていくわけではなく、「同じ高さのビルを隣接させてはいけない」、「川沿いに最も高いビルを置いてはいけない」というルールに従う。
制限時間は10分で、それを過ぎると5人のコスチュームに高圧電流が流れる。
途中からエレナによる妨害、ヘルベルトによる火薬の妨害がある（ヘルベルトの妨害は、エレナも知らなかった）。
「もっと×2 神のパズル」では、この問題がいわゆる四色定理を応用したパズルであることが触れられている。
宝玉パズル（第3シリーズ1話）
- ギヴァー：レイツェル
- ソルヴァー：大門カイト

かつてジンが解放した賢者のパズルをレイツェルが改造し難易度を上げたもの。7色の宝玉を正しいくぼみに嵌めていく。宝玉は、赤、青、黄色、緑、黒、オレンジ、紫があり、ヒントはくぼみに記された数字と、くぼみをつなぐ3つの円。
1つ目の宝玉をくぼみに置いた瞬間に周囲から水が流れ込み始め、正解を導き出せなければ止まることはない。なお、作中での色の三原色の表現は明らかな誤りがあるが、公式サイトによれば『現在は「色の3原色＝シアン（緑みの青）・マゼンタ（赤紫）・イエロー（黄）」が一般的だが、カイトはこのパズルの「赤・青・黄の宝玉＝伝統的な色の3原色」だと気づいてパズルを解いた』とのことなのでカイトはRYB色相環をもとにしてこのパズルを解いた。
空中迷園（第3シリーズ19話）
- ギヴァー：オルペウス
- ソルヴァー：逆之上ギャモン
- 財：オルペウスの腕輪

オルペウスが作り出した世界に展開した賢者のパズル。エレナも巻き込まれた。
4層構造のスライドパズルで、砂時計が示す時間内に最下層のスタート地点から最上部のゴールにたどり着けばクリア。各層には青・緑・赤のパネルが点在し、それを乗り継いでいく。青のパネルは砂時計から見て縦方向に、緑のパネルは横方向に、そして赤のパネルは上層階と下層階を行き来する。
途中まで行ったときに初期配置の赤のパネルの中に下層階へ移動するものがあることが判明し、ギャモンたちはしばらく迷走する。さらに残り時間がわずかの状態で、最上階のパネル配置はどうやってもゴールにたどり着けないことも判明。しかし、不自然な位置にある青のパネルに気づいたことで何とかクリアすることが出来た。
超空間迷路（第3シリーズ20話）
- ギヴァー：オルペウス
- ソルヴァー：レイツェル
- 財：オルペウスの腕輪

オルペウスが作り出した世界に展開した賢者のパズル。
この空間は重力が歪められており、だまし絵のように階段がつながっている。この階段を下ってゴールまでたどり着かなければならない。
途中まで解いたレイツェルは、近くの階段がすべて「上り」であったため行き詰まるが、この空間が重力の方向が歪められていることを思い出し、「どれかが下り階段のはず」とブローチを投げて確かめ、無事にクリアし、左手首に腕輪を得る。

### 愚者のパズル
迷路（第1シリーズ12話）
- ソルヴァー：大門カイト

クロスフィールド学園近くの教会地下に建設されていた「愚者のパズル」の一つ。
枝分かれした迷路を奥まで進む。
迷路の構造そのものは入り口に置いてある石板に描かれており、それを持ち歩きながら攻略することができるが、通路内では鋭利な回転ノコギリが往復しており、軌道を読んでかわしながら進まなければならない。さらに、回転ノコギリが背後から迫ってくるため、後戻りは出来ない。
エレベーター迷路（第1シリーズ13話）
- ソルヴァー：大門カイト

上の迷路を抜けた先にある愚者のパズル。
決まった階にしか行けないエレベーターを乗り継ぎ、塔を登る。最終的に頂上の鐘を鳴らせばクリア。
ただしスタートと同時に階下から針の山が出現し、さらに時間がたつとそこから炎が噴き上がる。また、塔の中には迷路同様、回転ノコギリが飛び交っている。
断罪の迷宮（ラビリンス）（第1シリーズ16話）
- ギヴァー：ダイスマン
- ソルヴァー：逆之上ギャモン&大門カイト（途中参加）

ヴェネツィアの水路とゴンドラを利用した愚者のパズル。
自動で直進するゴンドラに乗り、1番から5番までの水門を順番に通過する。ゴンドラは前進しかできず、向きを変えて曲線の水路を曲がることはできるが、途中で止まることや直角に曲がることはできない。制限時間内に5番の水門を通過すればクリア。
ソルヴァーにはあらかじめタブレット端末が渡され、制限時間内に水門を1つ通過すれば次の水門へのルートが送信される。制限時間を過ぎると水門が閉鎖され、同時にゴンドラに仕込まれた補助動力が作動。ゴンドラは水門に猛スピードで激突し、自爆する。
なお、5番目の水門はルール通りにパズルを解いていては通過できないようになっている（答えがない状態）。しかし、解くことは可能である。
あみだシューター（第1シリーズ17話）
- ソルヴァー：大門夫妻（失敗）→大門カイト

大門カイトから両親を奪った愚者のパズル。
基本的なルールは第5話に登場した簡易版と同様だが、より複雑なものとなっている。
クリアすると、ゴンドラと石舞台が全壊する。
レーザーブレード（第1シリーズ18話）
- ギヴァー：逆之上ギャモン
- ソルヴァー：大門カイト

ギャモンが制作した対戦型の愚者のパズル。
9×9＝81本のポールが点在するフィールドで、剣を持ったカイトとギャモンが直接対決する。
隣り合う2本のポールを剣で叩くことでレーザーの壁を出現させ、壁で四方を囲んだ包囲網を作る。包囲網は一つしか作れず、包囲網に含まれない壁は消失する。また、一度に作れる壁は8枚まで。包囲網は拡大および縮小できる。
最終的に自身の包囲網で相手の四方を囲み、デッドエンドに追い詰めれば勝利。先攻・後攻や制限時間などはなく、ギャモン曰く「早い者勝ち」。
敗者は胸に装着された爆弾が爆発し、文字通りの「デッドエンド」となる。
立体陣取りパズル（第1シリーズ20話・第2シリーズ21話）
- ギヴァー：逆之上ギャモン
- ソルヴァー：大門カイト

ギャモンが制作した対戦型の愚者のパズル。
縦、横、高さがそれぞれ3本の鉄骨でできた立方体から、次々に鉄骨を抜いていく。一人のプレイヤーが一回に取れる鉄骨は1〜3本まで。どこにも繋がっていない鉄骨は自動的に落下する。また、相手の乗っている鉄骨は、最後まで落とすことが出来ない。
相手のプレイヤーを追い詰め、最終的に相手の乗っている鉄骨を落とせば勝利。なお、順番は交互であり、考える時間は1分である。
第2シリーズ21話では、ダウト・ミゼルカとの対戦のためのパズルとして再登場。この時は、タッグバトル形式で、ダウト&ミゼルカVSカイト&アナという形式で行われた。さらに、一回だけ移動せずに同じ場所に留まれる「ステイ」というルールが追加されている。
光と音の暗号パズル（第1シリーズ21話）
- ギヴァー：フンガ
- ソルヴァー：大門カイト

工場の中に配置された愚者のパズル。
工場内に配置してある、8つの建物から、答えを導き出すパズル。それぞれの建物からには、1〜8の番号が振ってあり、それぞれから、赤・青・白・黄色のランプが一つずつ点滅し、ドからシの音階が一つずつ発せられ、それを1〜8の番号順に並べ、解読する。
制限時間は10分。制限時間以内に答えられなければ、自分が乗っているコンベアから転落し、粉砕機に砕かれることとなる。
支柱パズル（第1シリーズ23話）
- ギヴァー：逆之上ギャモン（機械操作：姫川エレナ）
- ソルヴァー：大門カイト

ギャモンの制作した対戦型のパズル。
四方の壁一面に、トランプのスートと1〜100の番号がマス目状に並んでいる巨大な空洞の中でスタートし、先に空洞から脱出した者を勝利とする。
プレイヤーはマス目の番号をコールすることで、そのマス目から支柱を出現させ、それを足場として空洞を登ってゆく。
ただし、
- 足場は「自分のためだけ」に使用しなければならず、相手の出した支柱は足場として使えない。
- 2人のプレイヤーは同じ支柱に乗ってはならない。
- 支柱により相手の進路を妨害したり、圧殺することなどはすべて許可される。

という条件がある。ギャモンを先攻とした交代制で、支柱を一つコールしたら対戦相手にターンが移る。
対戦相手を支柱により死亡させるか、先に地上に脱出すれば勝利。どちらかが地上に脱出した瞬間、全ての支柱が一斉に飛び出して対戦相手を圧殺する。
石像迷路（第2シリーズ20話）
- ギヴァー：ルーク・盤城・クロスフィールド
- ソルヴァー：フリーセル（1度目）、大門カイト（2度目）

かつてルークがカイトをファイ・ブレインにさせるために作っていた愚者のパズル。
ソルヴァーには「制限時間以内に出口を目指す」ということのみが伝えられ、他の情報は伝えられない。
多数の石像が設置されており、石像の前には落とし穴が存在しているため、通過は不可能。
石像は背中側から1ブロック分のみ進めることが可能で、石像で落とし穴を埋めることができる。しかし、石像は1回しか動かせない。
また、一定時間が経過すると、石柱が落下し、パズルの妨害をする。
アップダウン迷路（第3シリーズ5話）
- ソルヴァー：ルーク・盤城・クロスフィールド

かつてジンが解くことを諦めたという愚者のパズル。
入り口のところにある石版をヒントに、高さが上下する石柱を渡り出口を目指す。全ての石柱には数字が振られており、十の位はもともとの高さ、一の位は移動後の高さを示している。
実はジンが一度解いており、レイツェルに「解けなかった」と言ったのは、彼女が危険なパズルに踏み込むことを危惧したため。
コンタクト・ネットワーク（第3シリーズ7・8話）
- ソルヴァー：大門カイト&逆之上ギャモン&フリーセル&メランコリィ

メランコリィに誘い込まれた3人と、エニグマに強制参加させられたメランコリィが挑んだ愚者のパズル。メランコリィによると、作ったのはPOG時代の真方ジンらしい。
縦・横・高さが各5ブロックの空間にあるA〜Dの部屋に1人ずつ閉じ込められ、タブレット端末を使って3方向に伸びるパイプを伸ばしてパートナーと接続する。ルールは以下のとおり。
- 正しいパートナーとパイプをつなぐことが出来ればそのペアだけは出られるが、ペア以外の相手とパイプが繋がってしまったり、2人同時に同じブロックにパイプを置いてしまうと全員の部屋が爆発する。
- 4人が同じタイミングでパイプを設置していくが、誰がどの部屋にいるのか分からない。

カイトとギャモン、メランコリィとフリーセルがペアとなっている。
カイトが真っ先に「2つのペアが同じタイミングでパイプをつなげば全員が助かる」ことに気づき、明らかに無意味な手を打ち続けたことで、ギャモンとフリーセルが序盤でカイトの居場所に気づいた。

### 裁きのパズル
鏡の迷路（第2シリーズ1話）
- ギヴァー：フリーセル
- ソルヴァー：大門カイト

封鎖された√学園に突如建造された迷路パズル。
特殊なガラスが張られた迷路から脱出する。カイトは迷路の中心からスタートし、4つのルートから1分以内に1つを選択する。
ヒントとして、フリーセルが同じ位置からスタートし、正解ルートから脱出する様子を見ることができる。ただし、ガラスは一定のリズムで鏡面に変わるため、フリーセルの正確な位置を直接見ることはできない。
フリーセルの脱出から1分経過すると、パズルが爆破される。
このパズルは、当作品の監修を務めるパズル作家・郷内邦義が、何らかの形にしたいと考えていた「アニメでしか表現できないパズル」である。
対戦型立体迷路（第2シリーズ2話）
- ギヴァー：千枝乃タマキ
- ソルヴァー：大門カイト

√学園総合管理棟ビルを使ったパズル。
防火シャッターによって仕切られたビル内を抜け、3階エレベーターホールから7階エレベーターホールに辿り着けばクリア。
シャッターの開閉パターンにはA・B・Cの3種類があり、タマキがカイトの動きを読んでそれらを順次切り替えていく。
カイトが二枚のシャッターに挟まれ、身動きが取れなくなればゲームオーバーとなり、ビルもろともカイトが爆殺される。
クレーンパズル（第2シリーズ3話）
- ギヴァー：水谷アイリ
- ソルヴァー：大門カイト

5×5のスペースに積み上げられたブロックをクレーンで取り除き、指定された手番以内に中心の「ぺろりんぽろりんブロック」を取ればクリア。
クリアできなければカイトの「大事な物」が粉砕機で砕かれる。また、アイリの操作によって「解かれそうになったパズルを引っ込める」ことも可能。
ライトニングポジション（第2シリーズ4話）
- ギヴァー：ピノクル&ダウト&ミゼルカ&メランコリィ
- ソルヴァー：大門カイト&逆之上ギャモン&アナ・グラム&キュービック・G

ダイヤモンド型の盤で陣地を取り合う対戦型パズル。スタート位置は盤の鋭角側の先端で、各自5手ずつ移動した後に次のメンバーに交代する。各チーム20手移動した後、陣地数が多いほうの勝ち。陣地数が同数になった場合は引き分けとなる。
プレーヤーはスタート地点から四方へ桂馬跳びの要領で移動できる。移動した先、そこから縦、横、斜めの8方向のラインの陣地が自分のチームの色に変わる。
移動した先、もしくはランプの色が変わる先にすでに相手チームの色に変わった陣地がある場合、その陣地1つだけが自分のチームの色に変わり、ラインのその先の色は変わらない。相手のいるマス目に移動できる場合は手前で移動はストップし、相手のいる陣地の色を変えることはできない。
リンクスライダー（第2シリーズ6話）
- ギヴァー：フリーセル&ピノクル&ダウト&ミゼルカ&メランコリィ
- ソルヴァー：大門カイト&逆之上ギャモン&アナ・グラム&キュービック・G

開業前のショッピングモール「プラウダーホース」内にある特設リンクで行われた対戦型パズル。7×7マスのリンクに、人が乗ってスイッチを踏むと踏んだスイッチの方向へ滑走するスライダー・ボードが置かれており、対戦する2人のプレイヤーはそれぞれスライダーを乗り換えながら滑走する。先に中央のマークのあるスペースに到達した、又は中央のマークに先に到達する事が確定したプレイヤーの勝利となる。
自分の手番のプレイヤーは今いるスライダーにとどまるか、接している他のスライダーに移動するかを決める。スライダーを決めたら、縦か横に一直線に滑走させる。一度滑り出したスライダーは、外側の壁か他のスライダーに接触するまで止まることはない。
さらに最終バトルでは条件を満たすと「ダストホール」が出現する。一巡の間、このダストホールがスライダー移動の障害となる。
このバトルではノノハがパズルをできないためカイトが2回闘うことになった。また、ギャモンの判断により最後のバトルは2対2で行うことになった。
通常はパスは無いが、最後のバトルは2対2の都合上詰みを防止する為、囲まれて移動が出来ない状態にあるプレイヤーはパスが認められた。
因みに観客席からの助言は禁止であり、特設リンクには妨害電波も発生しているため外部と連絡を取る事は出来ない。
リンクスライダー（第2シリーズ12話）
- ギヴァー：オルペウス・オーダーのメンバー
- ソルヴァー：ルーク・盤城・クロスフィールド&ビショップ

ルールは、ダストホールが出現する以外は前回のリンクスライダーと同じ。2対2で闘う。
ライトニングポジション（第2シリーズ14話）
- ギヴァー：ウー&ノー
- ソルヴァー：大門カイト&井藤ノノハ→ルーク・盤城・クロスフィールド（途中参加）

基本的なルールは前回のライトニングポジションと同じだが、盤の形状が八角形に変更され、2対2のタッグ形式になっている。
途中まではノノハも参加していたが、ルークの登場によりルークがプレイヤーになった。
霧の迷路（第2シリーズ15話）
- ギヴァー：ロッテ
- ソルヴァー：ルーク・盤城・クロスフィールド&ラミー

同じ迷路が2つ並んだフィールドで、それぞれスタート地点から迷路をたどり、中央のゴールに早くたどり着いたほうが勝者となる。ただし、迷路には霧が立ちこめていて通路は見えない。しかも、通路から足を踏み外せば落下し、命を落とすことになる。
また、迷路にはゴールを含めて4つのゲートが設けられており、どちらか一方がゲートを通過した直後、そのゲートより外側の通路がすべて崩壊する。つまり、相手に引き離され過ぎても、崩壊する迷路に巻き込まれてしまう。
敷き詰めパズル（第2シリーズ16話）
- ギヴァー：イヴ・グラム
- ソルヴァー：大門カイト

枠の中にピースを並べ元の1枚の絵を完成させるという、ジグソーパズルと同じ系統のパズル。だが、一般的なジグソーパズルと違い、ピースの形を合わせるといった特徴がない。さらに、イヴが描いた絵は全体的に黒っぽく色の変化に乏しいものであったため、難易度は非常に高い。
インフェルノ・タワー（第2シリーズ17話）
- ギヴァー：ピノクル
- ソルヴァー：大門カイト

13段の塔に備え付けられたゴンドラに乗った2人が、それぞれの段で「色合わせパズル」を解いていく対戦パズル。複数のダイヤルが接する部分の色をすべて合わせるとクリアとなる。
同時にパズルをスタートして先にクリアしたほうが勝ちとなり、負けたプレーヤーのゴンドラが1段上がる（解くのが同時だった場合は、2人とも1段上がる）。1段上がるごとにダイヤルの数が増え、難易度は高くなる。
相手プレイヤーを最も上の段にあげ、もう一問正解すると勝者になる。一方、敗者は真下の溶鉱炉に墜落する。
川渡りパズル（第2シリーズ18話）
- ギヴァー：ヘルベルト・ミューラー
- ソルヴァー：大門カイト&逆之上ギャモン&アナ・グラム&キュービック・G&井藤ノノハ&ヨシオくん

2人乗りの箱舟を使い、8往復以内でカイトたち6人（ヨシオくん含む）全員が、向こう岸に渡る。ただし、以下のルールに従って渡らなければならず、ルールに違反すると地下空洞全体が崩壊してしまう。
- カイトたちはそれぞれ、「神」「悪魔」「天使」「大悪魔」「大天使」「人間」の役割を受け持つ。
- 大天使がそばにいないとき、大悪魔は天使を捕食する。
- 大悪魔がそばにいないとき、大天使は悪魔を捕食する。
- 神がそばにいないとき、人間は悪魔、大悪魔、天使、大天使に捕食される。
- 箱舟を操縦できるのは神、大天使、大悪魔のみ。

また、途中から悪魔の像と天使の像が出現する。この像にも悪魔、天使の役割が与えられており、運ばなければならない。これは3回目以前で気づかなければゲームオーバーになる。
最後の一往復はヘルベルトによってカイトとキュービックの役目が逆転し、さらにとても往復できない残り時間を宣言されたが、ヨシオくんのスクリューでボートを加速させてなんとかクリアした。
巨大組木タワー（第2シリーズ19話）
- ギヴァー：ヘルベルト・ミューラー
- ソルヴァー：井藤ノノハ&フリーセル

ヘルベルトが造っていた組木タワー。このタワーの真下の入り口と、カイトとヘルベルトが落下した城の地下最下層とが通路でつながっている。タワーを崩さず、一番下の入り口にたどり着ければクリア。
一見縦横にブロックが積み上げられただけのものだが、上下につながっている3つのブロックが1つのパーツを構成し、それらのパーツを組み合わせた構造になっている。つまり、1つのブロックを一方向に押すと、それとつながっている他の2本のブロックを含むパーツ全体がスライドすることになる。
タワーのバランスを保ちながら、パーツを順に動かして下に降りる足場を作らなければならない。

### マスターブレインのパズル
カラープレース（第3シリーズ2話）
- ギヴァー：フーダニット
- ソルヴァー：逆之上ギャモン&アナ・グラム&キュービック・G

既にはめ込まれている7つの立方体から法則を見出し、残っている立方体を4×4の穴の正しい位置にはめ込むというパズル。制限時間以内に正解を導き出さないと床に電流が流れ、3人とも感電死する。
残っている立方体のいくつかは面によって色が異なっており、ギャモンはアナの言葉がきっかけとなり「色の英名の文字数を使ったナンプレ」と「色そのもののナンプレ」を組み合わせたものだと気づく。
スライド迷路（第3シリーズ3話）
- ギヴァー：真逆ジン
- ソルヴァー：大門カイト

スライドパズルと迷路を組み合わせた二重構造のパズル。14個のブロックをコントローラーで移動させながら迷路をクリアする。制限時間以内にクリアできなければ、学園の屋上より高い位置でホバリングしている迷路から落とされる。
ゴールまであと少しというところで、一部のブロックがパズル外へ落とされ、さらにパズルそのものが傾く、という真逆ジンによる妨害があった。
数字パズル（第3シリーズ4話）
- ギヴァー：ドクトル・テオレム
- ソルヴァー：キュービック・G&大門カイト（途中参加）

一見法則性の見えない数字のパネルが18×18枚敷き詰められたパズル。ロープウェイ乗り場に作られており、周囲を炎に包まれてしまったため、一度入ると正解を出すまで出られない上、炎によってパネルや構成物が次第に燃え落ちる。
カイトの参加によりパネルの枚数が36×36に広がるが、テオレムは「答えは同じ」で「最も美しい数字」であると告げる。キュービックが、左下の角の数字の隣に小数点を打つと右上の角に向けて一直線に「1.41421356...」となることに気づき、その後、カイトがその直線上にある3の隣に小数点を打てば円周率の一部が円を描いて浮かび上がることに気づいて解くことができた。
タンク・プレース（第3シリーズ6話）
- ギヴァー：デモリションマン大佐
- ソルヴァー：逆之上ギャモン

戦車のモニターに表示されたフィールド内に全ての戦車を配置する。ルールは以下の3つ。
- 他のタンクの縦・横に隣接させてはいけない。
- タンクに記された主砲の射程距離内に他のタンクを置いてはいけない。
- タンクの射程がフィールド外に出るような配置はできない。

制限時間は、戦車のスタートから標的であるビル（カイト・アナ・ソウジ・キュービック・レイツェルなどが閉じ込められた）に激突するまで。全3問で、3問目はフィールドが縦横1列分拡張されたため難易度が上がっている。
オフロード迷路（第3シリーズ10話）
- ギヴァー：ジョー
- ソルヴァー：逆之上ギャモン

父親が亡くなったため、ジョーが管理を引き継いだ対戦型パズル。しかし実際にプレイするまでどちらかが橋を越えた後に橋が爆破されることを知らなかった。
大小二つの円形の迷路を1本の橋でつないでおり、小さいほうの迷路の中心にあるゴールに早くたどり着いたほうが勝ち。昔は馬で競争したらしいが、今回はバイクを使用。
管理者として迷路を熟知するジョーに、ギャモンは何度も行き止まりのある分岐へ追い込まれるが、壁をうまく利用すれば行き止まりを飛び越えて続行できると気づいた。
ゴール地点の壁にはいくつかの数字が彫り込まれており、カイトは「ジンとレイツェルがいる場所の緯度と経度を示している」と判断し次の目的地を決めた。
天びんパズル（第3シリーズ12話）
- ギヴァー：ヘルベルト・ミューラー
- ソルヴァー：大門カイト&逆之上ギャモン&井藤ノノハ&アナ・グラム&キュービック・G

オフロード迷路の壁に記されていた地点であるペルーの遺跡内で、ヘルベルトが仕掛けたパズル。
この部屋に入る前に仕掛けられたアルパカ像の台座を用いたパズルに、それぞれの体重を量る機械が仕込まれていた。赤、青、黄、オレンジ、紫の5つの天びんに乗った袋の中身の重さは5人の体重と同じになっている。ただし、台座のパズルを解いた瞬間にノノハが飛びのき、カイトがすぐ隣の像（使わなかったもの）をパズルフィールドに置いていたため、「袋の中身の重さ=体重」ではなくなっている天びんもあることにカイトが気づく。
制限時間10分、測定は10回以内でどの天びんが誰と釣り合うかを当てればクリア。ただし、最初は全員が1度に天びんに乗らなければならない。なお、制限時間が残り3分になるころにヘルベルトが残り時間を1分まで縮めるという妨害をした。
ピラミッド迷路（第3シリーズ13話、14話）
ギヴァー：レイツェル
ソルヴァー：大門カイト&逆之上ギャモン&井藤ノノハ&アナ・グラム&キュービック・G（マヤ）、ルーク・盤城・クロスフィールド&フリーセル（エジプト）
レイツェルが仕掛けた、連動したパズル。
カイトたちはマヤのピラミッドを利用した迷路を解き、中心のゴールまで向かう。妥当なルート以外は罠が仕掛けられているなど、あまりに簡単な内容だったがゆえにノノハ以外は「レイツェル渾身のパズルという割に簡単すぎる」と思っていたが、ゴールまでたどり着いた後、閉じ込められる。
一方のルークは、賢人ピタゴラスが遺したパズルであるエジプトのピラミッドにフリーセルとともに挑戦したが、入口にて「ルークがピタゴラスのパズルを調べている」という情報を得ていたレイツェルがルークたちを永遠に閉じ込めるべくそのパズルを改造していたことを知らされる。
このパズルを解放しなければルークの目的であるピタゴラス文書の入手は叶わない上、マヤにいるカイトたちの命も危ないと知った2人は「2人が同時に別の入り口から入り、道を塞ぐエジプトの神々が描かれた壁に交互に触れて相手の通路を開きながら中心のゴールを目指す」という迷路に挑む。壁の法則こそすぐに判明したが、素直に進んでも途中で行き止まりになるよう最初から仕組まれていた。そこで、ルークとフリーセルは「カイトを自らのものにするべく画策していたころの自分たちならどうするか」と考え、パズルの綻びを探し、何とか制限時間内にクリアすることができた。

### その他のパズル
作中で賢者のパズルか愚者のパズルであることが明言されていないものや、私的なパズルバトルなどをここに挙げる。
校内のパズル（第1シリーズ2話）
- ギヴァー：逆之上ギャモン
- ソルヴァー：大門カイト

ギャモンの作った簡単なパズルを、校内の各所に設置したもの。T字パズルなどのパズルがある。
ディスクタワー（第1シリーズ5話）
- ギヴァー：ビショップ
- ソルヴァー：逆之上ギャモン

ルービックキューブのようなものだが、こちらは全て違う色にしなければならない。小型のディスクタワーをクリアすると、カイトたちが乗っている超巨大ディスクタワーも同時にクリアでき、超巨大ディスクタワーが下がり、ドアに向かうことができる。
ストーンヘンジパズル（第1シリーズ5話）
- ギヴァー：ビショップ
- ソルヴァー：逆之上ギャモン

高さがまちまちのイスの高さを合わせ、ドアまで通れるようにするパズル。しかし、一つ上げると別のイスが下がってしまい、一つ下げると別のイスが上がってしまう。小型のストーンヘンジパズルをクリアすると、カイトたちが乗っている超巨大ストーンヘンジパズルも同時にクリアでき、ドアに向かうことができる。
あみだシューター（簡易版）（第1シリーズ5話）
- ギヴァー：ビショップ
- ソルヴァー：逆之上ギャモン&井籐ノノハ

青く三か所発光する場所があるプレートに乗り、軌道上をあみだくじの要領で進む。一回移動すると一つ発光するところが減り、同時にドアについている明りも消える。また、プレイヤーの乗ったプレートの移動先にあるプレートは発光点の数にかかわらず消滅（落下）する。全てのプレートを消したうえでゴールにたどり着かなければ、ドアは開かない。
その正体は大門カイトから両親を奪った愚者のパズル（前述の「あみだシューター」）のレプリカであり、トラウマを思い出したカイトが逆暴走を起こすきっかけとなった。
嘘つきパズル（第1シリーズ9話）
- ギヴァー：ウォーロック（ヘルベルト・ミューラー）→ミノタウロス（介入）
- ソルヴァー：大門カイト（人質：井藤ノノハ）

7人のドワーフの発言を聞き、ドワーフを「おいしいリンゴを持つ正直者グループ」と、「毒りんごを持つ嘘つきグループ」に分け、正解である「おいしいリンゴを持つ正直者グループ」を見つける論理パズル。出題と同時にテントに火が放たれ、天井に吊るされたノノハの死がタイムリミットとなる。
ただし、このパズルにはある「不備」が放置されており、このままの状態では解答にたどり着くことができない。
ヘルベルト本人にとっては賢者のパズルのつもりのようだが、パズルに不備があり、財は人質のノノハという有様で軸川ソウジからは「パズルと呼べない代物」と評された。
ワードスクエア（第1シリーズ12話）
- ギヴァー：ルーク・盤城・クロスフィールド
- ソルヴァー：大門カイト

√学園の黒板にルークが書いたパズル。
4×4の正方形に英単語を書き入れるもので、クロスワードパズルの原型となったもの。
カイトにあることを思い出させるために使用された。
算数パズル（第1シリーズ14話）
- ギヴァー：フンガ（パズル自体はルークが5歳の時に制作）
- ソルヴァー：キュービック・G

廃棄された軍事基地に設置されたパズル。
数式の答えが全て10になるようにマス目を埋めていく。ただし、一列に同じ数字を使ってはならない。数字はすべてデジタルで表示されており、ヒントとしてデジタル表示の一部分が見えているマスもある。
次第に難しくなる4つのパズルをそれぞれ120秒以内に解き、その後それら4つを連結して完成する最後のパズルを制限時間内に解ければクリア。制限時間を過ぎると、キュービックのいる施設が砲撃される。また前述の4つのパズルを時間内に解けなかった場合も、それぞれ威嚇射撃を受ける（直撃はしない）。
グレートヘンジ（第1シリーズ15話）
- ギヴァー：メイズ
- ソルヴァー：アナ・グラム

クロスフィールド学園に存在したストーンサークル「グレートヘンジ」を改造した迷路パズル。グレートヘンジはカイトにとっての思い出の場所で、その正体は古代のパズルであった。
石柱の間を通り抜けて、中央にあるゴールを目指す。ただし石柱には太陽と月のマークが描かれており、月のマークのある面だけを通らなければならない。太陽のマークを通ると石柱が倒れ、ソルヴァーを押し潰す。制限時間を過ぎるとすべての石柱が倒れ、遺跡は全壊する。
なお、正解のルートは「ある形」を成しており、グレートヘンジ自体の形状にもヒントがある。
サイコロナンプレ（第1シリーズ19話）
- ギヴァー：ダイスマン
- ソルヴァー：逆之上ギャモン

サイコロを正方形に並べるナンプレ。ギヴァーとしてやってきたギャモンを試すために出題するも返り討ちにあい、ギャモンによって難しく作り変えられてしまった。
アイアンホースドッグファイト（第1シリーズ19話）
- ギヴァー：ビショップ
- ソルヴァー：逆之上ギャモン

ビショップが仕掛けたバイクレースのパズル。
5つのレーンのあるサーキットを、テールセンサーとライトガンの付いたバイクで走る。バイクは常に一定速度で進み、止めることはできない。
サーキットには番号の書かれたレーンチェンジポイントが点在しており、ハンドルの端末で番号を入力することでポイントを動かす。
最終的に相手の背後を取り、テールセンサーにライトを当てれば勝利。バイクには火薬が仕込まれており、ライトが当たることで敗者のバイクは爆発する。
惑星パズル（第1シリーズ25話）
- ギヴァー：ルーク・盤城・クロスフィールド
- ソルヴァー：大門カイト

オルペウス島にある、太陽系を模した巨大な組木パズル。
回転しているシルバーの球体がそれぞれ惑星を表し、8つの球体を渡った先にある中心の「太陽」に辿り着けばクリア。それぞれの惑星は異なるリズムで回転し、また組木構造になっているため、一定時間が過ぎると順番に崩壊する。カイトが「太陽」にあるリングに乗れば、ルークの乗る「太陽」は崩壊しルークは死亡する。
本来は乗ることのできる球体に厳密なルールが設けられた「動く迷路」であり、難易度の高いパズルの筈だったが、カイトが（パズルで命を奪い合うことに対して）「クソパズル」と罵倒したことから、ルークによって球体のほとんどが破壊され、あまりにも簡単なパズルと化してしまった。しかし、このパズルの解放はルークの死を意味するため、カイトは悩むこととなる。
校内のパズル（第2シリーズ5話）
- ギヴァー：大門カイト
- ソルヴァー：逆之上ギャモン

第1シリーズ2話でギャモンの出題したパズルを改造したもの（例えばH字パズルはT字パズルを改造したものである）。ギャモン曰く「素人ギヴァーの稚拙なパズル」とのことだが、解いているうちに「自分にとってパズルとは何なのか」を理解していく。
キューブパズル（第2シリーズ11話）
- ギヴァー：大門カイト
- ソルヴァー：井藤ノノハ

幼いころカイトがノノハに渡したキューブパズル。すべての色を合わせたらクリア。
改造版滑車パズル（第2シリーズ12話）
- ギヴァー：偽ミノタウロス
- ソルヴァー：軸川ソウジ

第1シリーズ1話、2話に登場した滑車パズルの改造版。選択肢である三本のロープは五本に変わり、難易度は増している。制限時間内に正しいロープを引かなければ、√学園が崩壊する。また、3箇所に爆弾が仕掛けられていて、制限時間をオーバーすると地下空洞ごと爆破され、学園の半分ほども地下に沈むことになっていた。
スライディングジャンクション（第2シリーズ13話）
- ギヴァー：軸川ソウジ
- ソルヴァー：大門カイト

卒業制作の対戦パズル。6×6のフィールドにレールブロックが置かれていて、赤と青のプレーヤーは、電車と同じ色のレールを走らせ、相手側にあるゴールを目指す。
パズルを解くソルヴァーの役割と、パズルを作るギヴァーの役割を2人が交代しながら進んでいく。
ソルヴァーターンでは、電車が2ブロック分進むまで盤面上のレールブロックをスライドさせ、電車がゴールに向かうよう線路をつないでいく。1手あたりブロック2枚までまとめてスライドさせることができる。3手分スライドさせると電車が1ブロック進むことになるので、ソルヴァーターンでは一度に6手を打つことができる。
一方ギヴァーターンでは、手元のパネル操作で、盤面の周囲の矢印から新たなレールブロックを1枚差し込むことができる。差し込まれた矢印の方向の1列のブロックは（空きスペースも含めて）ひとつずつスライドし、押し出された1枚は盤面の外へ出て消える。また、全てのターンで2台の電車が乗っているブロックは動かすことができない。
迷走フィールド（第2シリーズ22話）
- ギヴァー：クロンダイク
- ソルヴァー：大門カイト

クロンダイクが出題した対戦型迷路パズル。ギヴァーとソルヴァー両方の能力が必要とされる。
20×20の方眼上のフィールドに迷路を互いに描き、その後相手の書いた迷路を推測してフィールドを進んでいく。壁にぶつかったら相手にターンが交替し、先にゴールについた方が勝利。
このパズルの正体は、ファイナル・リングを完成させるための最後の「儀式」の場であり、カイトの思考加速を増幅させ、その力をファイナル・リングに取りこむ仕掛けがなされていた。
その後リングを進化させ現れたフリーセルに対し、ファイナル・リングを持つクロンダイクとオリジナルリングを持つメランコリィが同様のパズルで「本物のリング同士の戦い」を行うが、フリーセルが二人を一蹴し、オリジナルのリングは壊れ、ファイナル・リングはフリーセルがカイトのために奪い去った。
クリスクロス（第2シリーズ24話）
- ギヴァー：ソリティア（ノノハ）
- ソルヴァー：フリーセル

ソリティアの日記に書き残されていたパズルを、ノノハが記憶を基に復元したもの。
ソリティアがまだ幼かったフリーセルのために作ったもので、リストアップされた英単語をマスに埋めていくクロスワードのようなパズル。
正解の英語を並べ替えると「YOU ARE MY HOPE（あなたは私の希望）」となり、実は母親としてのフリーセルへのメッセージが隠されていた。
このパズルは、全く同じものが「第24話への宿題パズル」として番組ホームページに掲載され、予め上記の正解を導きだした上でデータ放送の三択クイズに正解すると、「パズルに挑戦!」コーナーのボーナス点が貰えるというサービスがあった。
ダブルミラーチェイス（第2シリーズ最終話）
- ギヴァー：フリーセル
- ソルヴァー：大門カイト

フリーセルが「ファイ・ブレイン同士の戦い」をするために作り上げた「神のパズル」。半球状のサークルが通路で繋がった5×5のフィールドを二つ用いて、見えない相手との「追いかけっこ」を行う。
カイトとフリーセルがそれぞれ入る二つのフィールドは「一つの同じパズルの表裏」になっており、縦の通路が赤色、横の通路が青色に光っている。
相手が縦に移動すれば自分のサークルが赤く光り、横に移動すればサークルは青く光る。この情報だけを頼りに、直接見ることの出来ない相手の動きを予測し、追跡する。
カイトがフリーセルと「同じ」サークルに立てばカイトの勝利となる。一方、フリーセルには勝利条件は無く、彼が逃げ続ける限りパズルは永遠に続く。
このパズルの真の目的は、カイトを「閉じた世界」に誘い永遠に遊び続けることであり、フリーセルは中央のエリアを延々と回り続けることで、互いの命が尽きるまでパズルを継続しようとしていた。
グリフォンの部屋（第3シリーズ2話）
- ギヴァー：レイツェル

ソルヴァー：大門カイト&ルーク・盤城・クロスフィールド&井籐ノノハ
愚者のパズルである教会の地下迷路を抜けた先にある、グリフォンの石柱と複数のドアのある円形の部屋。レイツェルが指を鳴らすたびに出口の位置が変化し、調べられるのは3回だけ。法則を見抜いて正しいドアを開け、出口を見つけなければならない。
間違ったドアを開くと天井からブロックが落下、ドアを開けた人間を押し潰す。また途中から石柱や壁の崩壊が始まる。
カイトは「レイツェルが指を鳴らすたびに部屋自体が回転している」と推測したが、実は部屋だけではなく像そのものも回転していた。
キリング・コロシアム（第3シリーズ16話）
- ギヴァー：レイツェル（設計は真方ジン）
- ソルヴァー：大門カイト&レイツェル

かつてジンが設計しレイツェルが作ったパズル。すり鉢状のフィールドの最下層をスタートとし、上部から次々落ちてくる鉄球を分岐点を操作してかわしながら、最上部のゴールを目指す対戦型パズル。
フィールドは5層になっており、各層にレイツェルが操作できる分岐点、カイトが操作できる分岐点、どちらも操作できない分岐点の3つが点在する。どちらかがゴールした後は出口が閉じられ、死ぬまで鉄球に追い回されることになるが、カイトは構造図から2人が同じタイミングでゴール下の階段にたどり着ければ引き分けとなり死者が出ないことに気づいた。
しかし、ゴール下までたどり着いた時にエニグマの妨害を受け、ノノハたちと観戦していたジンが最下層に移動させられてしまう。ジンを助けるべく、勝負を放棄して最下層へ戻った2人は記憶を取り戻したジンを先頭に、「設計通りに作られていれば存在する」というセーフティゾーンの脱出口から脱出することに成功した。
暴走コースター（第3シリーズ21話）
- ギヴァー：ルーク・盤城・クロスフィールド
- ソルヴァー：大門カイト&ルーク・盤城・クロスフィールド

オルペウスから腕輪を受け取ったルークがアムギーネ共和国の地下に建造した対戦型パズル。迷路のようなコースを走行し、相手より早くゴールすれば勝利となる。
2台のコースターは円周コースと直線コースが同じ時間で同じ距離を進むよう自動制御されており、進路上には手動で切り替えが可能なポイントと1台通るごとに自動で切り替わるポイントが存在する。また、途中にはゲートが3つ用意されており、そこを相手より早く通過すると相手側の対応するゲートが閉じてしまう。
そのため、カイトはルークを死なせることなくパズルをクリアするべく、周回する必要のないところでタイミングを調整しゲートの同時通過を図っていた。第2ゲートまでは同時通過に成功したが、第3ゲート手前でコースは1本になり、ゲートが1つだけであることがルークから告げられ、さらにルークがコースターを緊急停止させて減速、カイトだけがゲートを通過することになった。
パニック・ルーム（第3シリーズ22話）
- ギヴァー：オルペウス
- ソルヴァー：大門カイト&逆之上ギャモン&フリーセル&レイツェル

エニグマがオルペウスの命を受けて海上に停泊した船の中に製作したパズル。
障害物となるブロックを移動させて、中央のゴールまでたどり着けた2人が新たな神のパズルの参加者となる。プレイヤーの正確な位置はお互いに知らないが、ブロックが移動する音で推測が可能、またブロックの移動による進路妨害も可能というバトルロイヤル形式の対戦パズル。
ギャモンとフリーセルはレイツェルがクリアできないよう、かつ自分たちのどちらかがゴールにたどり着けるよう苦心しながら進めていくが、レイツェルはゴールに到達してしまう。その後エニグマの爆弾による妨害の結果、ギャモンが負傷。それを爆発音で察知したカイトは3人が無事に脱出するすべを探りながらゴールを目指す。重傷を負ったギャモンも何とかゴールへの道を開く（その結果フリーセルが通路をふさがれてしまう）がその手前にはカイトがおり、さらなる爆発でギャモンとカイトが分断され、ギャモンはがれきの下敷きになる。爆発が重なり沈んでいく船の中、フリーセルとギャモンはカイトに後を託して生死不明となり、23話にて、事態を把握していたPOGによって捜索活動が行われている。
時の迷路（第3シリーズ24話、最終話）
- ギヴァー：オルペウス
- ソルヴァー：大門カイト&レイツェル

エニグマがオルペウスの命を受けて高くそびえたつ塔の中に製作したパズル。
斜めに移動するエレベータに乗り、陣取りの要領で線をつないで自らのマスを増やす。しかし、相手にその斜め上下のマスを奪われれば線が切断されてしまい、短い方は陣地とはならない。
また、オルペウスが見せるソルヴァーの望んだ過去に囚われないようにしつつ、過去を一部改変しながらファイ・ブレインを目指さなければならないが、改変された過去に干渉しすぎてしまうと過去ですらない「偽りの世界」に堕ちてしまうこともある。
「偽りの世界」からレイツェルを救出したカイトは、その後再び迷路に取り込まれたレイツェルと「ジンがピタゴラス伯爵と戦った神のパズル」で出会うが、その過去において現実とは異なる別れ方をしたノノハがソルヴァーとして合流し、「一緒に解こう」と提案したことでレイツェルとともに現実世界に帰還。カイトはあえてレイツェルが移動する場所を残しながら陣取りを続け、その意図に気づいたレイツェルが役目を全うしたことで「勝者はレイツェルだが、パズルを解いたのはカイト」という、オルペウスが望んだものとは違う未来を導き出すことに成功した。

## スタッフ
- 原作 - 矢立肇
- 監督 - 佐藤順一（第1シリーズ）→遠藤広隆（第2シリーズ・第3シリーズ）
- ディレクター - 遠藤広隆（第1シリーズ）
- シリーズ構成 - 関島眞頼、佐藤順一（第2シリーズ・第3シリーズ）
- キャラクターデザイン・総作画監督（後者は第2シリーズより） - 佐々木洋平
- パズルデザイン - 郷内邦義
- 美術監督 - 中村典史（第1シリーズ）→河野次郎（第2シリーズ・第3シリーズ）
- 色彩設計 - 井上あきこ
- 撮影監督 - 千葉洋之
- 音楽 - 井筒昭雄
- 音響監督 - 鶴岡陽太
- アニメーションプロデューサー - 梅崎淳志、古里尚丈
- 制作統括 - 福田貴美子、野島正宏、尾崎雅之
- アニメーション制作 - サンライズ
- 制作 - NHKエンタープライズ
- 制作・著作 - NHK、サンライズ

## 主題歌
第1シリーズ
オープニングテーマ「Brain Diver」
作詞 - 藤林聖子 / 作曲 - 山田智和 / 編曲 - CHOKKAKU / 歌 - May'n
エンディングテーマ「ホログラム」
作詞・歌 - 清浦夏実 / 作曲・編曲 - 曽我淳一
第25話は2番を使用。
挿入歌「恋のパズルを解いて」（第10話）
作詞 - 及川眠子 / 作曲・編曲 - 井筒昭雄 / 歌 - 姫川エレナ（中島愛）
挿入歌「Quebra Cabeça」
歌 - シキーニョ

第2シリーズ
オープニングテーマ「Now or Never」
作詞・歌 - ナノ / 作曲 - nanovish / 編曲 - 西辺誠
エンディングテーマ「スーパーステップ」
作詞 - 津久井恒仁、シライシ紗トリ / 作曲 - 津久井恒仁 / 編曲 - ammoflight、シライシ紗トリ / 歌 - ammoflight

第3シリーズ
オープニングテーマ「Destiny」
作詞・作曲・編曲・歌 - neko
エンディングテーマ「Say Yeah!」（第1話-第8話、第10話-第24話）
作詞 - 相田毅 / 作曲・編曲 - 長岡成貢
歌 - 天才テラス組（浅沼晋太郎、清水香里、福山潤、宮田幸季、雪野五月）
シングルCDは発売されず、2013年11月3日より音楽配信サイトで配信されている。第6話、第10話、第19話は2番を使用。なお、エンディングに使用されたセリフ入りバージョンは第2シリーズと第3シリーズのサウンドトラックにフルサイズで収録。
エンディングテーマ「diamond secret」（第9話）
作詞 - 中島あけ美 / 作曲・編曲 - 井筒昭雄 / 歌 - レイツェル（茅原実里）
第2シリーズと第3シリーズのサウンドトラックにフルサイズで収録。
エンディングテーマ「ホログラム」（第25話）
作詞・歌 - 清浦夏実 / 作曲・編曲 - 曽我淳一

## 各話リスト
話数のカウントは公式サイトに従う。
- 12月31日午前10時に放送した第7話の再放送では、緊急地震速報と地震情報を画面に表示していたため、字幕が表示されない場面があった。

## 放送局
| 放送地域              | 放送局      | 放送期間                      | 放送日時                  |
| 第1シリーズ           | 第1シリーズ | 第1シリーズ                   | 第1シリーズ               |
| --------------------- | ----------- | ----------------------------- | ------------------------- |
| 日本全域              | NHK Eテレ   | 2011年10月2日 - 2012年4月1日  | 日曜 17:30 - 17:55        |
| 第1シリーズ一挙再放送 |             |                               |                           |
| 日本全域              | NHK Eテレ   | 2011年12月31日 2012年1月1日   | 9:00 - 11:30 9:00 - 13:00 |
| 第2シリーズ           |             |                               |                           |
| 日本全域              | NHK Eテレ   | 2012年4月8日 - 9月23日        | 日曜 17:30 - 17:55        |
| 第3シリーズ           |             |                               |                           |
| 日本全域              | NHK Eテレ   | 2013年10月6日 - 2014年3月23日 | 日曜 17:30 - 17:55        |
| 第3シリーズ一挙再放送 |             |                               |                           |
| 日本全域              | NHK Eテレ   | 2013年12月30日 - 12月31日     | 10:00 - 12:27             |
| 第3シリーズ再放送     |             |                               |                           |
| 日本全域              | NHK Eテレ   | 2014年4月4日 - 9月19日        | 金曜 25:00 - 25:25        |

- 第2シリーズ本放送終了後、第3シリーズ開始までは2012年10月7日より2013年9月22日まで第1・2シリーズの連続再放送を実施した。
- 2013年4月から日本のディズニーXDにて第1シリーズの放送が開始。これがCS波での初放送事例となる。

## もっと×2 神のパズル
本編終了直後に放送されるミニ番組。
本編で扱ったパズルを紹介し、作中での解法の補足や、「世界?パズル紀行」と称して、前述の「パズルの王子様」がパズルに関するロケを行う。
第2シーズンでは「パズルの王子様」の登場は無くなり、「データでチャレンジ!パズル教室」として、連動データ放送を用いてリモコン操作でパズルに挑戦するコーナーが設けられた。このパズルの成績は、データ放送のパズルコーナーに保存され、同じパズルへの再挑戦も可能となっている。
なお、「パズル教室」中は視聴者へのヒントと称して主要キャラのトークが挿入されるが、メタ発言やパロディを連呼する内容となっており、『もっと×2 神のパズル・スペシャル』ではノノハが「無法地帯コーナー」と評している。
第2シーズン終了翌週の2012年9月30日には30分特番『もっと×2 神のパズル・スペシャル』を放送。内容は第2シーズンで出題されたパズル2問のデータ放送と、「パズルの王子様」の勝ち抜きパズル対決、「世界？パズル紀行」の傑作選からなり、最後は勝ち抜き戦に優勝した王子を使った「箱入り王子」がデータ放送で出題された。

## 漫画版

### ファイ・ブレイン 最期のパズル
『週刊少年マガジン』（講談社）2011年22・23合併号から同年46号まで連載された。全3巻。構成は森高夕次、作画は上野春生。主要キャラクターの容姿や名前は一致しているが性格は大幅に改編された上にアナ・グラムは登場せず、またアニメの主要な要素である「POG」「賢者のパズル」「ソルヴァー」などの要素は全く無い完全オリジナルの作品となっており、暗号解読をテーマとしたミステリー漫画となっている。

#### あらすじ（漫画版）
私立√学園に通う高校1年の大門カイトは、幼馴染で同級生の井藤ノノハの家に居候しながら生活していた。学園ではノノハが創設したパズル部で他の部員らと全国高校生パズル選手権出場を目指して日々特訓していた。カイトとノノハの関係をよく思わない他の男子部員3人（逆之上ギャモン、キュービック・G、軸川ソウジ）はノノハから合コンを持ちかけられ学園のクラシック同好会の女子生徒と合コンすることになる。そして3人ともカップルが出来、みなデートの約束も取り交わせた。そのうちデートを3日後に控えたパズル部員のキュービック・G（通称キュー）は学園の廊下を歩いていると1つの部屋に女子生徒が3人死んでいるのを見つける。室内に入って近くで確認してから慌てて部屋を出るとカイトと出くわし、カイトとともに部屋に戻った。そこには、合コンをした相手であるクラシック同好会の3人が絶命し1人の傍らには血で書いたとみられるパズルがあった。そしてキューは事件担当の悪徳刑事・ルークの偽装工作により事件の重要参考人として警察に留置されてしまう。
カイトのパズルを使った奇策によりキューを救い出すことはできたものの、クラシック同好会でさらなる死者が出てしまう。カイトたちは懸命な調査の末、一連の事件のカギを、バイオリンの名器ストラディバリウスが握っていることを突き止める。ストラディバリウスを巡り、カイトとルークの壮絶なパズルバトルが幕を開けた。

#### 登場人物（漫画版）
大門カイト
√学園高等部1年で、パズル部のエース。親が海外出張中のため、幼馴染のノノハの家に居候している。ノノハとはわざと「新婚夫婦」のような会話をして周囲をからかう程度には仲が良いが、実際には「付き合いが長すぎて恋愛感情なんて生まれようがない」といった心境であるらしい。
井藤ノノハ
カイトの同級生で、パズル部の創設者。アニメ版と違いカイトに次ぐパズルの実力を持つ。
キュービック・G
カイトの同級生。アニメと違い飛び級の天才科学者という設定が無く、弱気で素直な後輩キャラとなっている。パズルの実力は低い。ルークによって事件の容疑者に仕立て上げられる。
逆之上ギャモン、軸川ソウジ
パズル部部員。学園内でモテないグループに属しており、「女との同棲」をしているカイトを妬んでいる。この二人のためにカイトがセッティングした合コンが悲劇の始まりとなる。

#### 単行本
- 第1巻 2011年7月15日発売 ISBN 4063845273
- 第2巻 2011年11月17日発売 ISBN 4063845575
- 第3巻 2011年12月16日発売 ISBN 4063846083

### ファイ・ブレイン 神のパズル
『ニュータイプエース』（角川書店）2011年Vol.3より連載中。作画は東川祥樹。ストーリーはアニメ準拠。

### ファイ・ブレイン パズル オブ バトル
『ケロケロエース』（角川書店）にて2012年4月26日より連載。作画は大槻朱留。

## 小説
『ファイ・ブレイン THE NOVEL』
原作：矢立肇。著者：小林英造。発売日：2013年5月21日。刊行：朝日新聞出版。

## ゲーム
『ファイ・ブレイン 絆のパズル』
PlayStation Portable用ゲームソフトとして、アークシステムワークスより2012年5月31日に発売。声優によるボイス収録はなし。
主人公はPOG所属のソルヴァーの少年。彼はルークの密命を受け、カイトらに接触するため素性を隠して√学園に編入する。次第に仲間として認められた彼はPOGに疑念を抱いたことをきっかけに自分の立場に悩み、最後は素性を明かしてPOGから離反、カイトらの協力も得ながらPOGに立ち向かう道を選ぶ。
プレイヤーは主人公としてストーリーモード中に登場する、カイトの仲間たちが出題するパズルや、POG幹部の出題するパズルを解いていく。その中にはアニメに登場したパズルをゲーム用にアレンジしたものも存在する。また、ストーリーモードに登場したパズルやその類題を解くことが出来るモードがある。
『ファイ・ブレイン for i』
バンダイナムコゲームスのiPhone用ゲームアプリ。

## WEBラジオ
『ファイ・ブレイン ラジオ〜マルコーニの称号〜』は、2012年4月9日からHiBiKi Radio Stationで配信されているラジオ番組。隔週月曜日配信。なお本放送前の4月2日にはプレ放送が配信された。2013年3月のオーディオドラマ開始と同時に『マルコーニの称号 アナザーピース』が2回限定で復活。2013年9月9日から2014年3月24日まで第3シリーズ用WEBラジオが配信された。
なお「マルコーニ」とは無線電信、つまりラジオの技術を確立した科学者、グリエルモ・マルコーニのこと。 
パーソナリティ
浅沼晋太郎（大門カイト 役）、清水香里（井藤ノノハ 役）

## オーディオドラマ
『林檎とボタンと桜色』はサンライズ番組HPと『響 - HiBiKi Radio Station -』で配信されたオーディオドラマ。脚本担当は浅沼晋太郎。2013年3月31日に冒頭部、4月20日に後半部を公開。5月31日に配信終了。

## T-FAN
放送開始5周年記念企画として、2018年7月12日に有料サービスに登録することで様々な特典を得ることが出来る「ファイ・ブレイン×T-FAN」が発表、サービス開始された。
2019年11月4日には初のファンミーティングが行われ、ボイスドラマの配信が発表された。